# Copa del Rey de fútbol 1984-85
La Copa del Rey de Fútbol 1984-85 fue la edición número 81 de dicha competición española. Se disputó entre el 12 de septiembre de 1984 y el 30 de junio de 1985 y contó con la participación de 142 equipos de las principales categorías del país: Primera, Segunda, Segunda B y Tercera.
Tras 280 partidos se llegó a la gran final diputada en el estadio Santiago Bernabéu. Los contendientes fueron el Athletic Club (actual campeón del torneo) y el Atlético de Madrid. Pese a la vitola de favorito del conjunto vizcaíno y a tener más y mejores ocasiones durante el encuentro, el resultado final de 1-2 sonrió al conjunto colchonero, siendo Hugo Sánchez la estrella del partido al conseguir los dos goles. Este sería el broche final del ariete mexicano con el Atlético ya que en las siguientes semanas cerró su fichaje por el conjunto de Chamartín.
Este triunfo certificó un gran año para el conjunto del Manzanares tras su segundo puesto en la liga y sirvió para resarcirse de la derrota sufrida días antes en la final de la Copa de la Liga ante su máximo rival el Real Madrid. La victoria del Atlético de Madrid significó su sexto trofeo de la Copa siendo el cuarto equipo con más títulos en esta competición.

## Formato
| Ronda            | Partidos | Equipos | Equipos | Equipos | Notas                                            |
| ---------------- | -------- | ------- | ------- | ------- | ------------------------------------------------ |
| 1ª Ronda         | 65       | 142     |         | 77      | Todos los clubes participantes inician el torneo |
| 2ª Ronda         | 36       | 77      |         | 41      | ()                                               |
| 3ª Ronda         | 20       | 41      |         | 21      |                                                  |
| 4ª Ronda         | 5        | 21      |         | 16      |                                                  |
| Octavos de Final | 8        | 16      |         | 8       | Real Madrid CF ()                                |
| Cuartos de Final | 4        | 8       |         | 4       |                                                  |
| Semifinales      | 2        | 4       |         | 2       |                                                  |
| Final            | 1        | 2       |         | 1       |                                                  |

| División      | No. Equipos |
| ------------- | ----------- |
| 1ª División   | 18          |
| 2ª División   | 20          |
| 2ª División B | 26          |
| 3ª División   | 78          |
|               |             |
| Total Equipos | 142         |

() Equipos que juegan competición Europea / Athletic Club, Atlético de Madrid, FC Barcelona, Real Betis, Real Valladolid Deportivo comenzaron el torneo en la 2ª ronda.

## 1ª Ronda
| |             |                        |  |              |       |      |  |              |        |      |  |                                                                                             |  |  |  |  |  |  |
| Arenas de Getxo | 1 – 6       | SD Eibar               |  | 12 Sep, 1984 | 1 - 3 |      |  | 19 Sep, 1984 | 3 - 0  |      |  |                                                                                             |  |  |  |  |  |  |
| |             |                        |  |              |       |      |  |              |        |      |  |                                                                                             |  |  |  |  |  |  |
| Real Valladolid Promesas | 3 – 1       | SD Ponferradina        |  | 12 Sep, 1984 | 3 - 0 |      |  | 3 Oct, 1984  | 1 - 0  |      |  |                                                                                             |  |  |  |  |  |  |
| |             |                        |  |              |       |      |  |              |        |      |  |                                                                                             |  |  |  |  |  |  |
| Atlético Astorga CF | 1 – 7       | Real Burgos CF         |  | 19 Sep, 1984 | 1 - 2 |      |  | 3 Oct, 1984  | 5 - 0  |      |  |                                                                                             |  |  |  |  |  |  |
| |             |                        |  |              |       |      |  |              |        |      |  |                                                                                             |  |  |  |  |  |  |
| CD Getxo | 0 – 2       | CD Santurtzi           |  | 19 Sep, 1984 | 0 - 1 |      |  | 11 Oct, 1984 | 1 - 0  |      |  |                                                                                             |  |  |  |  |  |  |
| |             |                        |  |              |       |      |  |              |        |      |  |                                                                                             |  |  |  |  |  |  |
| Atlético Baleares | 3 – 4       | CD Murense             |  | 19 Sep, 1984 | 3 - 1 |      |  | 3 Oct, 1984  | 3 - 0  |      |  |                                                                                             |  |  |  |  |  |  |
| |             |                        |  |              |       |      |  |              |        |      |  |                                                                                             |  |  |  |  |  |  |
| CD Tudelano | 3 – 5       | Endesa Andorra         |  | 19 Sep, 1984 | 3 - 3 |      |  | 3 Oct, 1984  | 2 - 0  |      |  |                                                                                             |  |  |  |  |  |  |
| |             |                        |  |              |       |      |  |              |        |      |  |                                                                                             |  |  |  |  |  |  |
| AD Sabiñánigo | 3 – 8       | CD Arnedo              |  | 19 Sep, 1984 | 2 - 3 |      |  | 26 Sep, 1984 | 5 - 1  |      |  |                                                                                             |  |  |  |  |  |  |
| |             |                        |  |              |       |      |  |              |        |      |  |                                                                                             |  |  |  |  |  |  |
| UD Güímar | 2 – 2 (pen) | CD Mensajero           |  | 19 Sep, 1984 | 2 - 1 |      |  | 3 Oct, 1984  | 1 - 0  |      |  | Penaltis: 4 - 5 favorable al UD Güímar.                                                     |  |  |  |  |  |  |
| |             |                        |  |              |       |      |  |              |        |      |  |                                                                                             |  |  |  |  |  |  |
| CD Lalín | 2 – 3       | CD Ourense             |  | 19 Sep, 1984 | 1 - 1 |      |  | 3 Oct, 1984  | 2 - 1  |      |  |                                                                                             |  |  |  |  |  |  |
| |             |                        |  |              |       |      |  |              |        |      |  |                                                                                             |  |  |  |  |  |  |
| CD Díter Zafra | 0 – 5       | Mérida Industrial CF   |  | 19 Sep, 1984 | 0 - 1 |      |  | 3 Oct, 1984  | 4 - 0  |      |  |                                                                                             |  |  |  |  |  |  |
| |             |                        |  |              |       |      |  |              |        |      |  |                                                                                             |  |  |  |  |  |  |
| CD Ilicitano | 2 – 2 (pen) | Torrevieja CF          |  | 19 Sep, 1984 | 2 - 1 |      |  | 3 Oct, 1984  | 1 - 0  |      |  | Penaltis: x - x favorable al CD Ilicitano.                                                  |  |  |  |  |  |  |
| |             |                        |  |              |       |      |  |              |        |      |  |                                                                                             |  |  |  |  |  |  |
| Sevilla Atlético | 2 – 4       | Atlético Sanluqueño CF |  | 19 Sep, 1984 | 2 - 1 | Rep. |  | 3 Oct, 1984  | 3 - 0  | Rep. |  |                                                                                             |  |  |  |  |  |  |
| |             |                        |  |              |       |      |  |              |        |      |  |                                                                                             |  |  |  |  |  |  |
| CD Estepona | 4 – 1       | UD San Pedro           |  | 19 Sep, 1984 | 2 - 0 |      |  | 4 Oct, 1984  | 1 - 2  |      |  |                                                                                             |  |  |  |  |  |  |
| |             |                        |  |              |       |      |  |              |        |      |  |                                                                                             |  |  |  |  |  |  |
| CP Cacereño | 1 – 2       | CD Don Benito          |  | 19 Sep, 1984 | 1 - 1 |      |  | 3 Oct, 1984  | 1 - 0  |      |  |                                                                                             |  |  |  |  |  |  |
| |             |                        |  |              |       |      |  |              |        |      |  |                                                                                             |  |  |  |  |  |  |
| Villanueva del Arzobispo CF | 1 – 1 (pen) | CD Iliturgi            |  | 19 Sep, 1984 | 1 - 0 |      |  | 3 Oct, 1984  | 1 - 0  |      |  | Penaltis: x - x favorable al CD Iliturgi - disputados el 4 de Oct por falta de visibilidad. |  |  |  |  |  |  |
| |             |                        |  |              |       |      |  |              |        |      |  |                                                                                             |  |  |  |  |  |  |
| Levante UD | 2 – 0       | UD Aspense             |  | 19 Sep, 1984 | 2 - 0 |      |  | 3 Oct, 1984  | 0 - 0  |      |  |                                                                                             |  |  |  |  |  |  |
| |             |                        |  |              |       |      |  |              |        |      |  |                                                                                             |  |  |  |  |  |  |
| CD Ciempozuelos | 3 – 7       | AD Parla               |  | 19 Sep, 1984 | 2 - 3 |      |  | 3 Oct, 1984  | 4 - 1  |      |  |                                                                                             |  |  |  |  |  |  |
| |             |                        |  |              |       |      |  |              |        |      |  |                                                                                             |  |  |  |  |  |  |
| Real Madrid Aficionados | 1 – 2       | CD Pegaso              |  | 19 Sep, 1984 | 1 - 1 |      |  | 3 Oct, 1984  | 1 - 0  |      |  |                                                                                             |  |  |  |  |  |  |
| |             |                        |  |              |       |      |  |              |        |      |  |                                                                                             |  |  |  |  |  |  |
| CF Badalona | 1 – 2       | EC Granollers          |  | 20 Sep, 1984 | 1 - 0 | Rep. |  | 4 Oct, 1984  | 2 - 0  | Rep. |  |                                                                                             |  |  |  |  |  |  |
| |             |                        |  |              |       |      |  |              |        |      |  |                                                                                             |  |  |  |  |  |  |
| UD Icodense | 3 – 2       | UD Las Palmas Atlético |  | 20 Sep, 1984 | 2 - 1 |      |  | 3 Oct, 1984  | 1 - 1  |      |  |                                                                                             |  |  |  |  |  |  |
| |             |                        |  |              |       |      |  |              |        |      |  |                                                                                             |  |  |  |  |  |  |
| UB Conquense | 1 – 4       | Calvo Sotelo CF        |  | 26 Sep, 1984 | 1 - 1 |      |  | 3 Oct, 1984  | 3 - 0  |      |  |                                                                                             |  |  |  |  |  |  |
| |             |                        |  |              |       |      |  |              |        |      |  |                                                                                             |  |  |  |  |  |  |
| Yeclano CF | 1 – 8       | Real Murcia CF         |  | 26 Sep, 1984 | 1 - 0 | Rep. |  | 3 Oct, 1984  | 8 - 0  | Rep. |  |                                                                                             |  |  |  |  |  |  |
| |             |                        |  |              |       |      |  |              |        |      |  |                                                                                             |  |  |  |  |  |  |
| Caudal Deportivo | 6 – 1       | UP Langreo             |  | 26 Sep, 1984 | 3 - 1 |      |  | 10 Oct, 1984 | 0 - 3  |      |  |                                                                                             |  |  |  |  |  |  |
| |             |                        |  |              |       |      |  |              |        |      |  |                                                                                             |  |  |  |  |  |  |
| Betis Deportivo | 4 – 3       | Algeciras CF           |  | 26 Sep, 1984 | 3 - 1 | Rep. |  | 10 Oct, 1984 | 2 - 1  | Rep. |  |                                                                                             |  |  |  |  |  |  |
| |             |                        |  |              |       |      |  |              |        |      |  |                                                                                             |  |  |  |  |  |  |
| CD Mestalla | 4 – 6       | CD Castellón           |  | 26 Sep, 1984 | 2 - 1 |      |  | 9 Oct, 1984  | 5 - 2  | Rep. |  |                                                                                             |  |  |  |  |  |  |
| |             |                        |  |              |       |      |  |              |        |      |  |                                                                                             |  |  |  |  |  |  |
| Coria CF | 1 – 4       | Cádiz CF               |  | 26 Sep, 1984 | 0 - 2 | Rep. |  | 3 Oct, 1984  | 2 - 1  | Rep. |  |                                                                                             |  |  |  |  |  |  |
| |             |                        |  |              |       |      |  |              |        |      |  |                                                                                             |  |  |  |  |  |  |
| CD Maspalomas | 2 – 6       | UD Las Palmas          |  | 26 Sep, 1984 | 2 - 4 |      |  | 24 Oct, 1984 | 2 - 0  |      |  |                                                                                             |  |  |  |  |  |  |
| |             |                        |  |              |       |      |  |              |        |      |  |                                                                                             |  |  |  |  |  |  |
| CD Turón | 1 – 2       | Real Oviedo            |  | 27 Sep, 1984 | 0 - 1 |      |  | 3 Oct, 1984  | 1 - 1  |      |  |                                                                                             |  |  |  |  |  |  |
| |             |                        |  |              |       |      |  |              |        |      |  |                                                                                             |  |  |  |  |  |  |
| Cultural Durango | 1 – 5       | Real Sociedad          |  | 2 Oct, 1984  | 1 - 3 | Rep. |  | 24 Oct, 1984 | 2 - 0  | Rep. |  |                                                                                             |  |  |  |  |  |  |
| |             |                        |  |              |       |      |  |              |        |      |  |                                                                                             |  |  |  |  |  |  |
| CD Numancia | 2 – 10      | CA Osasuna             |  | 2 Oct, 1984  | 1 - 3 | Rep. |  | 24 Oct, 1984 | 7 - 1  | Rep. |  |                                                                                             |  |  |  |  |  |  |
| |             |                        |  |              |       |      |  |              |        |      |  |                                                                                             |  |  |  |  |  |  |
| Gimnástica de Torrelavega | 1 – 7       | Racing de Santander    |  | 3 Oct, 1984  | 1 - 1 | Rep. |  | 24 Oct, 1984 | 6 - 0  | Rep. |  |                                                                                             |  |  |  |  |  |  |
| |             |                        |  |              |       |      |  |              |        |      |  |                                                                                             |  |  |  |  |  |  |
| Xerez CD | 3 – 6       | Sevilla FC             |  | 3 Oct, 1984  | 2 - 5 | Rep. |  | 24 Oct, 1984 | 1 - 1  | Rep. |  |                                                                                             |  |  |  |  |  |  |
| |             |                        |  |              |       |      |  |              |        |      |  |                                                                                             |  |  |  |  |  |  |
| Atlético Marbella | 2 – 5       | CD Málaga              |  | 3 Oct, 1984  | 0 - 1 | Rep. |  | 24 Oct, 1984 | 4 - 2  | Rep. |  |                                                                                             |  |  |  |  |  |  |
| |             |                        |  |              |       |      |  |              |        |      |  |                                                                                             |  |  |  |  |  |  |
| Hércules CF | 8 – 3       | CD Eldense             |  | 3 Oct, 1984  | 6 - 0 | Rep. |  | 24 Oct, 1984 | 3 - 2  | Rep. |  |                                                                                             |  |  |  |  |  |  |
| |             |                        |  |              |       |      |  |              |        |      |  |                                                                                             |  |  |  |  |  |  |
| CD Binéfar | 1 – 5       | Real Zaragoza          |  | 3 Oct, 1984  | 0 - 2 | Rep. |  | 24 Oct, 1984 | 3 - 1  | Rep. |  |                                                                                             |  |  |  |  |  |  |
| |             |                        |  |              |       |      |  |              |        |      |  |                                                                                             |  |  |  |  |  |  |
| Club Siero | 1 – 18      | Sporting de Gijón      |  | 3 Oct, 1984  | 1 - 6 | Rep. |  | 25 Oct, 1984 | 12 - 0 | Rep. |  | Partido programado para el 24 de Oct, pero jugado el 25 de Oct debido a la huelga en Gijón. |  |  |  |  |  |  |
| |             |                        |  |              |       |      |  |              |        |      |  |                                                                                             |  |  |  |  |  |  |
| Real Ávila CF | 1 – 2       | Castilla CF            |  | 3 Oct, 1984  | 0 - 1 |      |  | 24 Oct, 1984 | 1 - 1  |      |  |                                                                                             |  |  |  |  |  |  |
| |             |                        |  |              |       |      |  |              |        |      |  |                                                                                             |  |  |  |  |  |  |
| CD Calahorra | 0 – 8       | CD Logroñés            |  | 3 Oct, 1984  | 0 - 2 |      |  | 24 Oct, 1984 | 6 - 0  |      |  |                                                                                             |  |  |  |  |  |  |
| |             |                        |  |              |       |      |  |              |        |      |  |                                                                                             |  |  |  |  |  |  |
| Barcelona Amateur | 0 – 1       | CE Sabadell FC         |  | 3 Oct, 1984  | 0 - 0 | Rep. |  | 24 Oct, 1984 | 1 - 0  | Rep. |  |                                                                                             |  |  |  |  |  |  |
| |             |                        |  |              |       |      |  |              |        |      |  |                                                                                             |  |  |  |  |  |  |
| Cultural Leonesa | 2 – 3       | UD Salamanca           |  | 3 Oct, 1984  | 1 - 0 |      |  | 24 Oct, 1984 | 3 - 1  |      |  |                                                                                             |  |  |  |  |  |  |
| |             |                        |  |              |       |      |  |              |        |      |  |                                                                                             |  |  |  |  |  |  |
| Deportivo de La Coruña | 1 – 1 (pen) | Gran Peña Celtista     |  | 3 Oct, 1984  | 1 - 0 |      |  | 17 Oct, 1984 | 1 - 0  |      |  | Penaltis: 1 - 3 favorable al Deportivo de La Coruña.                                        |  |  |  |  |  |  |
| |             |                        |  |              |       |      |  |              |        |      |  |                                                                                             |  |  |  |  |  |  |
| RSD Alcalá | 1 – 4       | Rayo Vallecano         |  | 3 Oct, 1984  | 1 - 2 |      |  | 24 Oct, 1984 | 2 - 0  |      |  |                                                                                             |  |  |  |  |  |  |
| |             |                        |  |              |       |      |  |              |        |      |  |                                                                                             |  |  |  |  |  |  |
| CD Torre Pacheco | 1 – 12      | Elche CF               |  | 3 Oct, 1984  | 0 - 4 | Rep. |  | 24 Oct, 1984 | 8 - 1  | Rep. |  |                                                                                             |  |  |  |  |  |  |
| |             |                        |  |              |       |      |  |              |        |      |  |                                                                                             |  |  |  |  |  |  |
| Cartagena FC | 1 – 4       | Albacete Balompié      |  | 3 Oct, 1984  | 0 - 3 |      |  | 10 Oct, 1984 | 1 - 1  |      |  |                                                                                             |  |  |  |  |  |  |
| |             |                        |  |              |       |      |  |              |        |      |  |                                                                                             |  |  |  |  |  |  |
| CF Sporting Mahonés | 0 – 5       | RCD Mallorca           |  | 3 Oct, 1984  | 0 - 0 |      |  | 24 Oct, 1984 | 5 - 0  |      |  |                                                                                             |  |  |  |  |  |  |
| |             |                        |  |              |       |      |  |              |        |      |  |                                                                                             |  |  |  |  |  |  |
| CD Mairena | 1 – 3       | Recreativo de Huelva   |  | 3 Oct, 1984  | 1 - 0 | Rep. |  | 24 Oct, 1984 | 3 - 0  | Rep. |  |                                                                                             |  |  |  |  |  |  |
| |             |                        |  |              |       |      |  |              |        |      |  |                                                                                             |  |  |  |  |  |  |
| Granada CF | 3 – 1       | AD Ceuta               |  | 3 Oct, 1984  | 2 - 1 |      |  | 24 Oct, 1984 | 0 - 1  |      |  |                                                                                             |  |  |  |  |  |  |
| |             |                        |  |              |       |      |  |              |        |      |  |                                                                                             |  |  |  |  |  |  |
| Celta de Vigo | 2 – 1       | CD Lugo                |  | 3 Oct, 1984  | 1 - 0 |      |  | 24 Oct, 1984 | 1 - 1  |      |  |                                                                                             |  |  |  |  |  |  |
| |             |                        |  |              |       |      |  |              |        |      |  |                                                                                             |  |  |  |  |  |  |
| CD Manacor | 4 – 2       | CD Badía               |  | 3 Oct, 1984  | 2 - 2 |      |  | 24 Oct, 1984 | 0 - 2  |      |  |                                                                                             |  |  |  |  |  |  |
| |             |                        |  |              |       |      |  |              |        |      |  |                                                                                             |  |  |  |  |  |  |
| CD Fuengirola | 1 – 3       | Real Jaén CF           |  | 3 Oct, 1984  | 1 - 2 |      |  | 23 Oct, 1984 | 1 - 0  |      |  |                                                                                             |  |  |  |  |  |  |
| |             |                        |  |              |       |      |  |              |        |      |  |                                                                                             |  |  |  |  |  |  |
| Real Unión | 3 – 7       | Sestao SC              |  | 3 Oct, 1984  | 3 - 1 |      |  | 24 Oct, 1984 | 6 - 0  |      |  |                                                                                             |  |  |  |  |  |  |
| |             |                        |  |              |       |      |  |              |        |      |  |                                                                                             |  |  |  |  |  |  |
| Palencia CF | 3 – 1       | Atlético Bembibre      |  | 3 Oct, 1984  | 1 - 0 |      |  | 24 Oct, 1984 | 1 - 2  |      |  |                                                                                             |  |  |  |  |  |  |
| |             |                        |  |              |       |      |  |              |        |      |  |                                                                                             |  |  |  |  |  |  |
| Atlético Malagueño | 2 – 5       | Linares CF             |  | 3 Oct, 1984  | 0 - 0 |      |  | 24 Oct, 1984 | 5 - 2  |      |  |                                                                                             |  |  |  |  |  |  |
| |             |                        |  |              |       |      |  |              |        |      |  |                                                                                             |  |  |  |  |  |  |
| Pontevedra CF | 4 – 0       | Fabril Deportivo       |  | 3 Oct, 1984  | 2 - 0 |      |  | 24 Oct, 1984 | 0 - 2  |      |  |                                                                                             |  |  |  |  |  |  |
| |             |                        |  |              |       |      |  |              |        |      |  |                                                                                             |  |  |  |  |  |  |
| FC Andorra | 5 – 2       | UE Sant Andreu         |  | 3 Oct, 1984  | 3 - 1 | Rep. |  | 24 Oct, 1984 | 1 - 2  | Rep. |  |                                                                                             |  |  |  |  |  |  |
| |             |                        |  |              |       |      |  |              |        |      |  |                                                                                             |  |  |  |  |  |  |
| CD Badajoz | 3 – 1       | CD Plasencia           |  | 3 Oct, 1984  | 3 - 1 |      |  | 24 Oct, 1984 | 0 - 0  |      |  |                                                                                             |  |  |  |  |  |  |
| |             |                        |  |              |       |      |  |              |        |      |  |                                                                                             |  |  |  |  |  |  |
| CF Gandía | 5 – 7       | CD Alcoyano            |  | 3 Oct, 1984  | 2 - 2 |      |  | 24 Oct, 1984 | 5 - 3  |      |  |                                                                                             |  |  |  |  |  |  |
| |             |                        |  |              |       |      |  |              |        |      |  |                                                                                             |  |  |  |  |  |  |
| CF Lloret | 1 – 3       | UE Lleida              |  | 3 Oct, 1984  | 1 - 0 | Rep. |  | 24 Oct, 1984 | 3 - 0  | Rep. |  |                                                                                             |  |  |  |  |  |  |
| |             |                        |  |              |       |      |  |              |        |      |  |                                                                                             |  |  |  |  |  |  |
| CD Puerto Cruz | 3 – 7       | CD Tenerife            |  | 3 Oct, 1984  | 1 - 0 |      |  | 24 Oct, 1984 | 7 - 2  |      |  |                                                                                             |  |  |  |  |  |  |
| |             |                        |  |              |       |      |  |              |        |      |  |                                                                                             |  |  |  |  |  |  |
| Orihuela Deportiva CF | 1 – 1 (pen) | CF Lorca Deportiva     |  | 3 Oct, 1984  | 1 - 1 |      |  | 24 Oct, 1984 | 0 - 0  |      |  | Penaltis: 6 - 5 favorable al CF Lorca Deportiva.                                            |  |  |  |  |  |  |
| |             |                        |  |              |       |      |  |              |        |      |  |                                                                                             |  |  |  |  |  |  |
| CD Europa | 1 – 6       | RCD Español            |  | 4 Oct, 1984  | 0 - 3 | Rep. |  | 16 Oct, 1984 | 3 - 1  | Rep. |  |                                                                                             |  |  |  |  |  |  |
| |             |                        |  |              |       |      |  |              |        |      |  |                                                                                             |  |  |  |  |  |  |
| Atlético Madrileño | 3 – 1       | CD Manchego            |  | 4 Oct, 1984  | 3 - 0 |      |  | 24 Oct, 1984 | 1 - 0  |      |  |                                                                                             |  |  |  |  |  |  |
| |             |                        |  |              |       |      |  |              |        |      |  |                                                                                             |  |  |  |  |  |  |
| Gimnàstic de Tarragona | 2 – 3       | FC Barcelona Atlètic   |  | 4 Oct, 1984  | 1 - 2 | Rep. |  | 24 Oct, 1984 | 1 - 1  | Rep. |  |                                                                                             |  |  |  |  |  |  |
| |             |                        |  |              |       |      |  |              |        |      |  |                                                                                             |  |  |  |  |  |  |
| CD Burriana | 2 – 7       | Valencia CF            |  | 9 Oct, 1984  | 2 - 4 | Rep. |  | 24 Oct, 1984 | 3 - 1  | Rep. |  |                                                                                             |  |  |  |  |  |  |
| |             |                        |  |              |       |      |  |              |        |      |  |                                                                                             |  |  |  |  |  |  |
| Bilbao Athletic | 2 – 3       | Deportivo Alavés       |  | 10 Oct, 1984 | 1 - 1 |      |  | 24 Oct, 1984 | 2 - 1  |      |  |                                                                                             |  |  |  |  |  |  |
| |             |                        |  |              |       |      |  |              |        |      |  |                                                                                             |  |  |  |  |  |  |
| |             |                        |  |              |       |      |  |              |        |      |  |                                                                                             |  |  |  |  |  |  |
| Exentos: CD Constància, Real Oviedo Aficionados, UE Figueres, CF Extremadura, CD Corellano, UD Alzira, Athletic Club, Atlético de Madrid, FC Barcelona, Real Betis, Real Madrid CF, Real Valladolid Deportivo. |             |                        |  |              |       |      |  |              |        |      |  |                                                                                             |  |  |  |  |  |  |
| Resultados de los partidos jugados: 19 de septiembre / 20 de septiembre / 26 de septiembre / 27 de septiembre / 3 de octubre / 4 de octubre / 10 de octubre / 17 de octubre / 24 de octubre                    |             |                        |  |              |       |      |  |              |        |      |  |                                                                                             |  |  |  |  |  |  |

## 2ª Ronda
| |             |                          |  |              |       |      |  |              |       |      |  |                                                      |  |  |  |  |  |  |
| CD Constància                                                                                           | 5 – 3       | CD Murense               |  | 1 Nov, 1984  | 4 - 0 |      |  | 28 Nov, 1984 | 3 - 1 |      |  |                                                      |  |  |  |  |  |  |
| |             |                          |  |              |       |      |  |              |       |      |  |                                                      |  |  |  |  |  |  |
| AD Parla                                                                                                | 4 – 8       | Atlético de Madrid       |  | 7 Nov, 1984  | 2 - 3 | Rep. |  | 14 Nov, 1984 | 5 - 2 | Rep. |  |                                                      |  |  |  |  |  |  |
| |             |                          |  |              |       |      |  |              |       |      |  |                                                      |  |  |  |  |  |  |
| Real Betis                                                                                              | 3 – 1       | Recreativo de Huelva     |  | 7 Nov, 1984  | 3 - 1 | Rep. |  | 28 Nov, 1984 | 0 - 0 | Rep. |  |                                                      |  |  |  |  |  |  |
| |             |                          |  |              |       |      |  |              |       |      |  |                                                      |  |  |  |  |  |  |
| Real Valladolid Deportivo                                                                               | 4 – 2       | UD Salamanca             |  | 7 Nov, 1984  | 1 - 1 | Rep. |  | 28 Nov, 1984 | 1 - 3 | Rep. |  |                                                      |  |  |  |  |  |  |
| |             |                          |  |              |       |      |  |              |       |      |  |                                                      |  |  |  |  |  |  |
| Sestao SC                                                                                               | 2 – 1       | Racing de Santander      |  | 7 Nov, 1984  | 0 - 0 | Rep. |  | 28 Nov, 1984 | 1 - 2 | Rep. |  |                                                      |  |  |  |  |  |  |
| |             |                          |  |              |       |      |  |              |       |      |  |                                                      |  |  |  |  |  |  |
| FC Andorra                                                                                              | 0 – 2       | RCD Español              |  | 7 Nov, 1984  | 0 - 1 | Rep. |  | 28 Nov, 1984 | 1 - 0 | Rep. |  |                                                      |  |  |  |  |  |  |
| |             |                          |  |              |       |      |  |              |       |      |  |                                                      |  |  |  |  |  |  |
| CD Arnedo                                                                                               | 0 – 6       | Real Zaragoza            |  | 7 Nov, 1984  | 0 - 1 | Rep. |  | 28 Nov, 1984 | 5 - 0 | Rep. |  |                                                      |  |  |  |  |  |  |
| |             |                          |  |              |       |      |  |              |       |      |  |                                                      |  |  |  |  |  |  |
| Albacete Balompié                                                                                       | 2 – 3 (pro) | Hércules CF              |  | 7 Nov, 1984  | 1 - 1 | Rep. |  | 28 Nov, 1984 | 2 - 1 | Rep. |  |                                                      |  |  |  |  |  |  |
| |             |                          |  |              |       |      |  |              |       |      |  |                                                      |  |  |  |  |  |  |
| CD Iliturgi                                                                                             | 0 – 2       | CD Málaga                |  | 7 Nov, 1984  | 0 - 0 | Rep. |  | 28 Nov, 1984 | 2 - 0 | Rep. |  |                                                      |  |  |  |  |  |  |
| |             |                          |  |              |       |      |  |              |       |      |  |                                                      |  |  |  |  |  |  |
| Endesa Andorra                                                                                          | 2 – 4       | CA Osasuna               |  | 7 Nov, 1984  | 1 - 0 | Rep. |  | 28 Nov, 1984 | 4 - 0 | Rep. |  |                                                      |  |  |  |  |  |  |
| |             |                          |  |              |       |      |  |              |       |      |  |                                                      |  |  |  |  |  |  |
| SD Eibar                                                                                                | 2 – 6       | Athletic Club            |  | 7 Nov, 1984  | 1 - 1 | Rep. |  | 13 Nov, 1984 | 5 - 1 | Rep. |  |                                                      |  |  |  |  |  |  |
| |             |                          |  |              |       |      |  |              |       |      |  |                                                      |  |  |  |  |  |  |
| Real Oviedo Aficionados                                                                                 | 0 – 6       | Sporting de Gijón        |  | 7 Nov, 1984  | 0 - 1 | Rep. |  | 13 Nov, 1984 | 5 - 0 | Rep. |  |                                                      |  |  |  |  |  |  |
| |             |                          |  |              |       |      |  |              |       |      |  |                                                      |  |  |  |  |  |  |
| Atlético Sanluqueño CF                                                                                  | 0 – 2       | Sevilla FC               |  | 7 Nov, 1984  | 0 - 0 | Rep. |  | 28 Nov, 1984 | 2 - 0 | Rep. |  |                                                      |  |  |  |  |  |  |
| |             |                          |  |              |       |      |  |              |       |      |  |                                                      |  |  |  |  |  |  |
| Levante UD                                                                                              | 2 – 6       | Valencia CF              |  | 7 Nov, 1984  | 1 - 4 | Rep. |  | 28 Nov, 1984 | 2 - 1 | Rep. |  |                                                      |  |  |  |  |  |  |
| |             |                          |  |              |       |      |  |              |       |      |  |                                                      |  |  |  |  |  |  |
| UE Lleida                                                                                               | 3 – 7       | FC Barcelona             |  | 7 Nov, 1984  | 3 - 1 | Rep. |  | 27 Nov, 1984 | 6 - 0 | Rep. |  |                                                      |  |  |  |  |  |  |
| |             |                          |  |              |       |      |  |              |       |      |  |                                                      |  |  |  |  |  |  |
| UE Figueres                                                                                             | 2 – 3       | CE Sabadell FC           |  | 7 Nov, 1984  | 1 - 3 | Rep. |  | 28 Nov, 1984 | 0 - 1 | Rep. |  |                                                      |  |  |  |  |  |  |
| |             |                          |  |              |       |      |  |              |       |      |  |                                                      |  |  |  |  |  |  |
| Granada CF                                                                                              | 3 – 4 (pro) | CD Estepona              |  | 7 Nov, 1984  | 1 - 1 |      |  | 28 Nov, 1984 | 3 - 2 |      |  |                                                      |  |  |  |  |  |  |
| |             |                          |  |              |       |      |  |              |       |      |  |                                                      |  |  |  |  |  |  |
| Cádiz CF                                                                                                | 5 – 1       | Betis Deportivo          |  | 7 Nov, 1984  | 2 - 0 | Rep. |  | 28 Nov, 1984 | 1 - 3 | Rep. |  |                                                      |  |  |  |  |  |  |
| |             |                          |  |              |       |      |  |              |       |      |  |                                                      |  |  |  |  |  |  |
| CD Don Benito                                                                                           | 2 – 3       | CF Extremadura           |  | 7 Nov, 1984  | 1 - 0 |      |  | 28 Nov, 1984 | 3 - 1 |      |  |                                                      |  |  |  |  |  |  |
| |             |                          |  |              |       |      |  |              |       |      |  |                                                      |  |  |  |  |  |  |
| Atlético Madrileño                                                                                      | 5 – 3       | Calvo Sotelo CF          |  | 7 Nov, 1984  | 4 - 0 |      |  | 28 Nov, 1984 | 3 - 1 |      |  |                                                      |  |  |  |  |  |  |
| |             |                          |  |              |       |      |  |              |       |      |  |                                                      |  |  |  |  |  |  |
| CD Manacor                                                                                              | 0 – 6       | RCD Mallorca             |  | 7 Nov, 1984  | 0 - 1 |      |  | 28 Nov, 1984 | 5 - 0 |      |  |                                                      |  |  |  |  |  |  |
| |             |                          |  |              |       |      |  |              |       |      |  |                                                      |  |  |  |  |  |  |
| UD Icodense                                                                                             | 1 – 5       | CD Tenerife              |  | 7 Nov, 1984  | 1 - 2 |      |  | 28 Nov, 1984 | 3 - 0 |      |  |                                                      |  |  |  |  |  |  |
| |             |                          |  |              |       |      |  |              |       |      |  |                                                      |  |  |  |  |  |  |
| CD Corellano                                                                                            | 3 – 5       | CD Logroñés              |  | 7 Nov, 1984  | 2 - 3 |      |  | 28 Nov, 1984 | 2 - 1 |      |  |                                                      |  |  |  |  |  |  |
| |             |                          |  |              |       |      |  |              |       |      |  |                                                      |  |  |  |  |  |  |
| UD Güímar                                                                                               | 1 – 2       | UD Las Palmas            |  | 7 Nov, 1984  | 1 - 0 |      |  | 21 Nov, 1984 | 2 - 0 |      |  |                                                      |  |  |  |  |  |  |
| |             |                          |  |              |       |      |  |              |       |      |  |                                                      |  |  |  |  |  |  |
| CF Lorca Deportiva                                                                                      | 2 – 1       | CD Ilicitano             |  | 7 Nov, 1984  | 1 - 0 |      |  | 28 Nov, 1984 | 1 - 1 |      |  |                                                      |  |  |  |  |  |  |
| |             |                          |  |              |       |      |  |              |       |      |  |                                                      |  |  |  |  |  |  |
| FC Barcelona Atlètic                                                                                    | 4 – 2       | EC Granollers            |  | 7 Nov, 1984  | 3 - 2 | Rep. |  | 28 Nov, 1984 | 0 - 1 | Rep. |  |                                                      |  |  |  |  |  |  |
| |             |                          |  |              |       |      |  |              |       |      |  |                                                      |  |  |  |  |  |  |
| CD Ourense                                                                                              | 1 – 5       | Celta de Vigo            |  | 7 Nov, 1984  | 1 - 2 |      |  | 28 Nov, 1984 | 3 - 0 |      |  |                                                      |  |  |  |  |  |  |
| |             |                          |  |              |       |      |  |              |       |      |  |                                                      |  |  |  |  |  |  |
| CD Pegaso                                                                                               | 0 – 1       | Castilla CF              |  | 7 Nov, 1984  | 0 - 0 |      |  | 28 Nov, 1984 | 0 - 1 |      |  |                                                      |  |  |  |  |  |  |
| |             |                          |  |              |       |      |  |              |       |      |  |                                                      |  |  |  |  |  |  |
| Deportivo de La Coruña                                                                                  | 3 – 3 (pen) | Pontevedra CF            |  | 7 Nov, 1984  | 3 - 0 |      |  | 28 Nov, 1984 | 3 - 0 |      |  | Penaltis: 1 - 4 favorable al Deportivo de La Coruña. |  |  |  |  |  |  |
| |             |                          |  |              |       |      |  |              |       |      |  |                                                      |  |  |  |  |  |  |
| Mérida Industrial CF                                                                                    | 1 – 5       | CD Badajoz               |  | 7 Nov, 1984  | 1 - 1 |      |  | 28 Nov, 1984 | 4 - 0 |      |  |                                                      |  |  |  |  |  |  |
| |             |                          |  |              |       |      |  |              |       |      |  |                                                      |  |  |  |  |  |  |
| UD Alzira                                                                                               | 0 – 1       | CD Castellón             |  | 7 Nov, 1984  | 0 - 1 |      |  | 28 Nov, 1984 | 1 - 0 |      |  |                                                      |  |  |  |  |  |  |
| |             |                          |  |              |       |      |  |              |       |      |  |                                                      |  |  |  |  |  |  |
| Palencia CF                                                                                             | 0 – 3       | Real Valladolid Promesas |  | 8 Nov, 1984  | 0 - 2 |      |  | 13 Nov, 1984 | 1 - 0 |      |  |                                                      |  |  |  |  |  |  |
| |             |                          |  |              |       |      |  |              |       |      |  |                                                      |  |  |  |  |  |  |
| Caudal Deportivo                                                                                        | 0 – 1       | Real Oviedo              |  | 8 Nov, 1984  | 0 - 0 |      |  | 28 Nov, 1984 | 1 - 0 |      |  |                                                      |  |  |  |  |  |  |
| |             |                          |  |              |       |      |  |              |       |      |  |                                                      |  |  |  |  |  |  |
| Elche CF                                                                                                | 2 – 3       | Real Murcia CF           |  | 13 Nov, 1984 | 2 - 1 | Rep. |  | 28 Nov, 1984 | 2 - 0 | Rep. |  |                                                      |  |  |  |  |  |  |
| |             |                          |  |              |       |      |  |              |       |      |  |                                                      |  |  |  |  |  |  |
| Real Sociedad                                                                                           | 6 – 1       | CD Santurtzi             |  | 13 Nov, 1984 | 3 - 1 | Rep. |  | 28 Nov, 1984 | 0 - 3 | Rep. |  |                                                      |  |  |  |  |  |  |
| |             |                          |  |              |       |      |  |              |       |      |  |                                                      |  |  |  |  |  |  |
| Real Jaén CF                                                                                            | 2 – 4       | Linares CF               |  | 15 Nov, 1984 | 2 - 3 |      |  | 28 Nov, 1984 | 1 - 0 |      |  |                                                      |  |  |  |  |  |  |
| |             |                          |  |              |       |      |  |              |       |      |  |                                                      |  |  |  |  |  |  |
| |             |                          |  |              |       |      |  |              |       |      |  |                                                      |  |  |  |  |  |  |
| Exentos: Rayo Vallecano, Deportivo Alavés, CD Alcoyano, Real Burgos CF, Real Madrid CF.                 |             |                          |  |              |       |      |  |              |       |      |  |                                                      |  |  |  |  |  |  |
| Resultados de los partidos jugados: 7 de noviembre / 8 de noviembre / 15 de noviembre / 28 de noviembre |             |                          |  |              |       |      |  |              |       |      |  |                                                      |  |  |  |  |  |  |

## 3ª Ronda
| |             |                           |  |              |       |      |  |              |       | |  |                                                                                  |  |  |  |  |  |  |
| Deportivo Alavés                                                                                     | 3 – 0       | Celta de Vigo             |  | 12 Dic, 1984 | 1 - 0 |      |  | 9 Ene, 1985  | 0 - 2 | |  |                                                                                  |  |  |  |  |  |  |
| |             |                           |  |              |       |      |  |              |       | |  |                                                                                  |  |  |  |  |  |  |
| CD Alcoyano                                                                                          | 0 – 6       | Athletic Club             |  | 12 Dic, 1984 | 0 - 1 | Rep. |  | 9 Ene, 1985  | 5 - 0 | Rep.                                                                                                   |  |                                                                                  |  |  |  |  |  |  |
| |             |                           |  |              |       |      |  |              |       | |  |                                                                                  |  |  |  |  |  |  |
| CD Badajoz                                                                                           | 1 – 2       | Real Oviedo               |  | 12 Dic, 1984 | 1 - 1 | Rep. |  | 9 Ene, 1985  | 1 - 0 | Rep.                                                                                                   |  |                                                                                  |  |  |  |  |  |  |
| |             |                           |  |              |       |      |  |              |       | |  |                                                                                  |  |  |  |  |  |  |
| FC Barcelona                                                                                         | 5 – 1       | Real Murcia CF            |  | 12 Dic, 1984 | 4 - 1 | Rep. |  | 9 Ene, 1985  | 0 - 1 | Rep.                                                                                                   |  |                                                                                  |  |  |  |  |  |  |
| |             |                           |  |              |       |      |  |              |       | |  |                                                                                  |  |  |  |  |  |  |
| FC Barcelona Atlètic                                                                                 | 1 – 2 (pro) | Valencia CF               |  | 12 Dic, 1984 | 1 - 0 | Rep. |  | 9 Ene, 1985  | 2 - 0 | Rep.                                                                                                   |  |                                                                                  |  |  |  |  |  |  |
| |             |                           |  |              |       |      |  |              |       | |  |                                                                                  |  |  |  |  |  |  |
| Real Burgos CF                                                                                       | 1 – 2       | CE Sabadell FC            |  | 12 Dic, 1984 | 1 - 0 | Rep. |  | 30 Ene, 1985 | 2 - 0 | Rep.                                                                                                   |  | Partido programado para el 9 de Ene, pero jugado el 30 de Ene debido a la nieve. |  |  |  |  |  |  |
| |             |                           |  |              |       |      |  |              |       | |  |                                                                                  |  |  |  |  |  |  |
| CD Castellón                                                                                         | 4 – 3       | CD Logroñés               |  | 12 Dic, 1984 | 3 - 0 | Rep. |  | 31 Ene, 1985 | 3 - 1 | Rep.                                                                                                   |  | Partido programado para el 9 de Ene, pero jugado el 30 de Ene debido a la nieve. |  |  |  |  |  |  |
| |             |                           |  |              |       |      |  |              |       | |  |                                                                                  |  |  |  |  |  |  |
| CD Constància                                                                                        | 0 – 3       | Sporting de Gijón         |  | 13 Dic, 1984 | 0 - 0 |      |  | 8 Ene, 1985  | 3 - 0 | Rep.                                                                                                   |  |                                                                                  |  |  |  |  |  |  |
| |             |                           |  |              |       |      |  |              |       | |  |                                                                                  |  |  |  |  |  |  |
| CF Extremadura                                                                                       | 1 – 7       | Cádiz CF                  |  | 13 Dic, 1984 | 0 - 3 |      |  | 19 Dic, 1984 | 4 - 1 | |  |                                                                                  |  |  |  |  |  |  |
| |             |                           |  |              |       |      |  |              |       | |  |                                                                                  |  |  |  |  |  |  |
| Hércules CF                                                                                          | 4 – 1       | CD Estepona               |  | 12 Dic, 1984 | 4 - 0 | Rep. |  | 9 Ene, 1985  | 1 - 0 | Rep.                                                                                                   |  |                                                                                  |  |  |  |  |  |  |
| |             |                           |  |              |       |      |  |              |       | |  |                                                                                  |  |  |  |  |  |  |
| Linares CF                                                                                           | 2 – 2 (pen) | Deportivo de La Coruña    |  | 12 Dic, 1984 | 2 - 1 | Rep. |  | 9 Ene, 1985  | 1 - 0 | |  | Penaltis: 4 - 2 favorable al Deportivo de La Coruña.                             |  |  |  |  |  |  |
| |             |                           |  |              |       |      |  |              |       | |  |                                                                                  |  |  |  |  |  |  |
| CF Lorca Deportiva                                                                                   | 0 – 3       | Real Sociedad             |  | 12 Dic, 1984 | 0 - 0 | Rep. |  | 30 Ene, 1985 | 3 - 0 | Rep.                                                                                                   |  | Partido programado para el 9 de Ene, pero jugado el 30 de Ene debido a la nieve. |  |  |  |  |  |  |
| |             |                           |  |              |       |      |  |              |       | |  |                                                                                  |  |  |  |  |  |  |
| CD Málaga                                                                                            | 2 – 4       | Atlético de Madrid        |  | 12 Dic, 1984 | 0 - 3 | Rep. |  | 9 Ene, 1985  | 1 - 2 | Rep.                                                                                                   |  |                                                                                  |  |  |  |  |  |  |
| |             |                           |  |              |       |      |  |              |       | |  |                                                                                  |  |  |  |  |  |  |
| CA Osasuna                                                                                           | 1 – 5       | RCD Mallorca              |  | 12 Dic, 1984 | 0 - 2 | Rep. |  | 9 Ene, 1985  | 3 - 1 | Rep.                                                                                                   |  |                                                                                  |  |  |  |  |  |  |
| |             |                           |  |              |       |      |  |              |       | |  |                                                                                  |  |  |  |  |  |  |
| CD Pegaso                                                                                            | 2 – 4       | CD Tenerife               |  | 12 Dic, 1984 | 0 - 0 |      |  | 9 Ene, 1985  | 4 - 2 | |  |                                                                                  |  |  |  |  |  |  |
| |             |                           |  |              |       |      |  |              |       | |  |                                                                                  |  |  |  |  |  |  |
| Rayo Vallecano                                                                                       | 1 – 7       | UD Las Palmas             |  | 11 Dic, 1984 | 1 - 2 |      |  | 9 Ene, 1985  | 5 - 0 | |  |                                                                                  |  |  |  |  |  |  |
| |             |                           |  |              |       |      |  |              |       | |  |                                                                                  |  |  |  |  |  |  |
| Sestao SC                                                                                            | 4 – 3       | Atlético Madrileño        |  | 12 Dic, 1984 | 2 - 0 |      |  | 8 Ene, 1985  | 3 - 2 | Rep. (enlace roto disponible en Internet Archive; véase el historial, la primera versión y la última). |  |                                                                                  |  |  |  |  |  |  |
| |             |                           |  |              |       |      |  |              |       | |  |                                                                                  |  |  |  |  |  |  |
| Sevilla FC                                                                                           | 1 – 3       | Real Betis                |  | 12 Dic, 1984 | 1 - 0 | Rep. |  | 9 Ene, 1985  | 3 - 0 | Rep.                                                                                                   |  |                                                                                  |  |  |  |  |  |  |
| |             |                           |  |              |       |      |  |              |       | |  |                                                                                  |  |  |  |  |  |  |
| Real Valladolid Promesas                                                                             | 1 – 4       | RCD Español               |  | 12 Dic, 1984 | 0 - 4 | Rep. |  | 9 Ene, 1985  | 0 - 1 | Rep.                                                                                                   |  |                                                                                  |  |  |  |  |  |  |
| |             |                           |  |              |       |      |  |              |       | |  |                                                                                  |  |  |  |  |  |  |
| Real Zaragoza                                                                                        | 5 – 2       | Real Valladolid Deportivo |  | 12 Dic, 1984 | 3 - 1 | Rep. |  | 6 Feb, 1985  | 1 - 2 | Rep.                                                                                                   |  | Partido programado para el 9 de Ene, pero jugado el 30 de Ene debido a la nieve. |  |  |  |  |  |  |
| |             |                           |  |              |       |      |  |              |       | |  |                                                                                  |  |  |  |  |  |  |
| |             |                           |  |              |       |      |  |              |       | |  |                                                                                  |  |  |  |  |  |  |
| Exentos: Real Madrid CF.                                                                             |             |                           |  |              |       |      |  |              |       | |  |                                                                                  |  |  |  |  |  |  |
| Resultados de los partidos jugados: 11 de diciembre / 12 de diciembre / 13 de diciembre / 9 de enero |             |                           |  |              |       |      |  |              |       | |  |                                                                                  |  |  |  |  |  |  |

## 4ª Ronda
| |             |                   |  |              |       |      |  |             |       |      |  |  |  |  |  |  |  |  |
| Deportivo Alavés | 1 – 2       | Athletic Club     |  | 30 Ene, 1985 | 0 - 0 | Rep. |  | 6 Feb, 1985 | 2 - 1 | Rep. |  |  |  |  |  |  |  |  |
| |             |                   |  |              |       |      |  |             |       |      |  |  |  |  |  |  |  |  |
| RCD Español | 0 – 5       | FC Barcelona      |  | 30 Ene, 1985 | 0 - 2 | Rep. |  | 6 Feb, 1985 | 3 - 0 | Rep. |  |  |  |  |  |  |  |  |
| |             |                   |  |              |       |      |  |             |       |      |  |  |  |  |  |  |  |  |
| UD Las Palmas | 1 – 2 (pro) | Cádiz CF          |  | 16 Ene, 1985 | 1 - 0 | Rep. |  | 6 Feb, 1985 | 2 - 0 | Rep. |  |  |  |  |  |  |  |  |
| |             |                   |  |              |       |      |  |             |       |      |  |  |  |  |  |  |  |  |
| Real Oviedo | 1 – 4       | Real Betis        |  | 30 Ene, 1985 | 0 - 1 | Rep. |  | 6 Feb, 1985 | 3 - 1 | Rep. |  |  |  |  |  |  |  |  |
| |             |                   |  |              |       |      |  |             |       |      |  |  |  |  |  |  |  |  |
| Sestao SC | 2 – 3       | Sporting de Gijón |  | 30 Ene, 1985 | 1 - 0 | Rep. |  | 6 Feb, 1985 | 3 - 1 | Rep. |  |  |  |  |  |  |  |  |
| |             |                   |  |              |       |      |  |             |       |      |  |  |  |  |  |  |  |  |
| |             |                   |  |              |       |      |  |             |       |      |  |  |  |  |  |  |  |  |
| Exentos: CD Castellón, CD Tenerife, CE Sabadell FC, Atlético de Madrid, Hércules CF, Deportivo de La Coruña, RCD Mallorca, Real Sociedad, Real Zaragoza, Valencia CF, Real Madrid CF. |             |                   |  |              |       |      |  |             |       |      |  |  |  |  |  |  |  |  |

## Fase final
|  | Octavos de Final | Octavos de Final            | Octavos de Final   | Octavos de Final | Octavos de Final |   |                   | Cuartos de Final | Cuartos de Final   | Cuartos de Final | Cuartos de Final | Cuartos de Final |  |  | Semifinales | Semifinales | Semifinales   | Semifinales | Semifinales |  |  | Final | Final | Final | Final | Final |  |  |
|  |                  |                             |                    |                  |                  |   |                   |                  |                    |                  |                  |                  |  |  |             |             |               |             |             |  |  |       |       |       |       |       |  |  |
|  |                  | Real Madrid CF              | 1                  | 0                | 1                |   |                   |                  |                    |                  |                  |                  |  |  |             |             |               |             |             |  |  |       |       |       |       |       |  |  |
|  |                  | Athletic Club               | 0                  | 2                | 2                |   |                   |                  |                    |                  |                  |                  |  |  |             |             |               |             |             |  |  |       |       |       |       |       |  |  |
|  |                  | Athletic Club               | 0                  | 2                | 2                |   | Athletic Club     | 2                | 1                  | 3                |                  |                  |  |  |             |             |               |             |             |  |  |       |       |       |       |       |  |  |
|  |                  |                             |                    |                  |                  |   | Athletic Club     | 2                | 1                  | 3                |                  |                  |  |  |             |             |               |             |             |  |  |       |       |       |       |       |  |  |
|  |                  |                             | Real Sociedad      | 0                | 2                | 2 |                   |                  |                    |                  |                  |                  |  |  |             |             |               |             |             |  |  |       |       |       |       |       |  |  |
|  |                  | Real Sociedad               | Real Sociedad      | 0                | 2                | 2 | 1                 | 0                | 1                  |                  |                  |                  |  |  |             |             |               |             |             |  |  |       |       |       |       |       |  |  |
|  |                  | Real Sociedad               |                    |                  |                  |   | 1                 | 0                | 1                  |                  |                  |                  |  |  |             |             |               |             |             |  |  |       |       |       |       |       |  |  |
|  |                  | CE Sabadell FC              | 0                  | 0                | 0                |   |                   |                  |                    |                  |                  |                  |  |  |             |             |               |             |             |  |  |       |       |       |       |       |  |  |
|  |                  |                             |                    |                  |                  |   |                   |                  | Athletic Club      | 2                | 0                | 2                |  |  |             |             |               |             |             |  |  |       |       |       |       |       |  |  |
|  |                  |                             |                    |                  |                  |   |                   |                  |                    |                  |                  |                  |  |  |             |             |               |             |             |  |  |       |       |       |       |       |  |  |
|  |                  |                             | Real Betis         | 0                | 1                | 1 |                   |                  |                    |                  |                  |                  |  |  |             |             |               |             |             |  |  |       |       |       |       |       |  |  |
|  |                  | Real Betis                  | Real Betis         | 0                | 1                | 1 | 4                 | 1                | 5                  |                  |                  |                  |  |  |             |             |               |             |             |  |  |       |       |       |       |       |  |  |
|  |                  | Real Betis                  |                    |                  |                  |   | 4                 | 1                | 5                  |                  |                  |                  |  |  |             |             |               |             |             |  |  |       |       |       |       |       |  |  |
|  |                  | RCD Mallorca                | 0                  | 2                | 2                |   |                   |                  |                    |                  |                  |                  |  |  |             |             |               |             |             |  |  |       |       |       |       |       |  |  |
|  |                  | RCD Mallorca                | 0                  | 2                | 2                |   | Real Betis        | 3                | 4                  | 4                |                  |                  |  |  |             |             |               |             |             |  |  |       |       |       |       |       |  |  |
|  |                  |                             |                    |                  |                  |   | Real Betis        | 3                | 4                  | 4                |                  |                  |  |  |             |             |               |             |             |  |  |       |       |       |       |       |  |  |
|  |                  |                             | FC Barcelona       | 1                | 2                | 3 |                   |                  |                    |                  |                  |                  |  |  |             |             |               |             |             |  |  |       |       |       |       |       |  |  |
|  |                  | FC Barcelona                | FC Barcelona       | 1                | 2                | 3 | 5                 | 0                | 5                  |                  |                  |                  |  |  |             |             |               |             |             |  |  |       |       |       |       |       |  |  |
|  |                  | FC Barcelona                |                    |                  |                  |   | 5                 | 0                | 5                  |                  |                  |                  |  |  |             |             |               |             |             |  |  |       |       |       |       |       |  |  |
|  |                  | Hércules CF                 | 0                  | 1                | 1                |   |                   |                  |                    |                  |                  |                  |  |  |             |             |               |             |             |  |  |       |       |       |       |       |  |  |
|  |                  |                             |                    |                  |                  |   |                   |                  |                    |                  |                  |                  |  |  |             |             | Athletic Club | 1           |             |  |  |       |       |       |       |       |  |  |
|  |                  |                             |                    |                  |                  |   |                   |                  |                    |                  |                  |                  |  |  |             |             |               |             |             |  |  |       |       |       |       |       |  |  |
|  |                  |                             | Atlético de Madrid | 2                |                  |   |                   |                  |                    |                  |                  |                  |  |  |             |             |               |             |             |  |  |       |       |       |       |       |  |  |
|  |                  | Sporting de Gijón (1 - 4 p) | Atlético de Madrid | 2                | 0                | 1 | 1                 |                  |                    |                  |                  |                  |  |  |             |             |               |             |             |  |  |       |       |       |       |       |  |  |
|  |                  | Sporting de Gijón (1 - 4 p) |                    |                  | 0                | 1 | 1                 |                  |                    |                  |                  |                  |  |  |             |             |               |             |             |  |  |       |       |       |       |       |  |  |
|  |                  | Valencia CF                 | 0                  | 1                | 1                |   |                   |                  |                    |                  |                  |                  |  |  |             |             |               |             |             |  |  |       |       |       |       |       |  |  |
|  |                  | Valencia CF                 | 0                  | 1                | 1                |   | Sporting de Gijón | 1                | 0                  | 1                |                  |                  |  |  |             |             |               |             |             |  |  |       |       |       |       |       |  |  |
|  |                  |                             |                    |                  |                  |   | Sporting de Gijón | 1                | 0                  | 1                |                  |                  |  |  |             |             |               |             |             |  |  |       |       |       |       |       |  |  |
|  |                  |                             | Atlético de Madrid | 2                | 0                | 2 |                   |                  |                    |                  |                  |                  |  |  |             |             |               |             |             |  |  |       |       |       |       |       |  |  |
|  |                  | Deportivo de La Coruña      | Atlético de Madrid | 2                | 0                | 2 | 1                 | 2                | 3                  |                  |                  |                  |  |  |             |             |               |             |             |  |  |       |       |       |       |       |  |  |
|  |                  | Deportivo de La Coruña      |                    |                  |                  |   | 1                 | 2                | 3                  |                  |                  |                  |  |  |             |             |               |             |             |  |  |       |       |       |       |       |  |  |
|  |                  | Atlético de Madrid          | 1                  | 5                | 6                |   |                   |                  |                    |                  |                  |                  |  |  |             |             |               |             |             |  |  |       |       |       |       |       |  |  |
|  |                  |                             |                    |                  |                  |   |                   |                  | Atlético de Madrid | 3                | 1                | 4                |  |  |             |             |               |             |             |  |  |       |       |       |       |       |  |  |
|  |                  |                             |                    |                  |                  |   |                   |                  |                    |                  |                  |                  |  |  |             |             |               |             |             |  |  |       |       |       |       |       |  |  |
|  |                  |                             | Real Zaragoza      | 0                | 3                | 3 |                   |                  |                    |                  |                  |                  |  |  |             |             |               |             |             |  |  |       |       |       |       |       |  |  |
|  |                  | CD Castellón                | Real Zaragoza      | 0                | 3                | 3 | 2                 | 2                | 4                  |                  |                  |                  |  |  |             |             |               |             |             |  |  |       |       |       |       |       |  |  |
|  |                  | CD Castellón                |                    |                  |                  |   | 2                 | 2                | 4                  |                  |                  |                  |  |  |             |             |               |             |             |  |  |       |       |       |       |       |  |  |
|  |                  | CD Tenerife                 | 0                  | 2                | 2                |   |                   |                  |                    |                  |                  |                  |  |  |             |             |               |             |             |  |  |       |       |       |       |       |  |  |
|  |                  | CD Tenerife                 | 0                  | 2                | 2                |   | CD Castellón      | 0                | 0                  | 0                |                  |                  |  |  |             |             |               |             |             |  |  |       |       |       |       |       |  |  |
|  |                  |                             |                    |                  |                  |   | CD Castellón      | 0                | 0                  | 0                |                  |                  |  |  |             |             |               |             |             |  |  |       |       |       |       |       |  |  |
|  |                  |                             | Real Zaragoza      | 1                | 5                | 6 |                   |                  |                    |                  |                  |                  |  |  |             |             |               |             |             |  |  |       |       |       |       |       |  |  |
|  |                  | Real Zaragoza (3 - 5 p)     | Real Zaragoza      | 1                | 5                | 6 | 2                 | 0                | 2                  |                  |                  |                  |  |  |             |             |               |             |             |  |  |       |       |       |       |       |  |  |
|  |                  | Real Zaragoza (3 - 5 p)     |                    |                  |                  |   | 2                 | 0                | 2                  |                  |                  |                  |  |  |             |             |               |             |             |  |  |       |       |       |       |       |  |  |
|  |                  | Cádiz CF                    | 1                  | 1                | 2                |   |                   |                  |                    |                  |                  |                  |  |  |             |             |               |             |             |  |  |       |       |       |       |       |  |  |

### Octavos de final
Los Octavos de Final de la Copa del Rey se disputaron los días 13 de marzo (Ida) y 3 de abril de 1985 (Vuelta):
- El sorteo se llevó a cabo el 22 de febrero de 1985 en la sede de la Real Federación Española de Fútbol.[8]

- Los Octavos los disputaron los 15 equipos que vencieron las anteriores rondas más el Real Madrid CF, exento por estar jugando competición Europea.
- De los 16 clubes del cuadro, 10 pertenecían a Primera y 6 a Segunda División.
- Al igual que en el resto de las rondas, la eliminatoria se disputó a doble partido, pasando a la siguiente fase el equipo con mayor resultado global.

| Local Ida              | Global | Global      | Global | Local Vuelta       | Ida   | Vuelta        |
| ---------------------- | ------ | ----------- | ------ | ------------------ | ----- | ------------- |
|                        |        |             |        |                    |       |               |
| Real Madrid CF         |        | 1 – 2 (pro) |        | Athletic Club      | 1 - 0 | 2 - 0         |
|                        |        |             |        |                    |       |               |
| Real Sociedad          |        | 1 – 0       |        | CE Sabadell FC     | 1 - 0 | 0 - 0         |
|                        |        |             |        |                    |       |               |
| Real Betis             |        | 5 – 2       |        | RCD Mallorca       | 4 - 0 | 2 - 1         |
|                        |        |             |        |                    |       |               |
| FC Barcelona           |        | 5 – 1       |        | Hércules CF        | 5 - 0 | 1 - 0         |
|                        |        |             |        |                    |       |               |
| Sporting de Gijón      |        | 1 – 1 (pen) |        | Valencia CF        | 0 - 0 | 1 - 1 / 1 - 4 |
|                        |        |             |        |                    |       |               |
| Deportivo de La Coruña |        | 3 – 6       |        | Atlético de Madrid | 1 - 1 | 5 - 2         |
|                        |        |             |        |                    |       |               |
| CD Castellón           |        | 4 – 2       |        | CD Tenerife        | 2 - 0 | 2 - 2         |
|                        |        |             |        |                    |       |               |
| Real Zaragoza          |        | 2 – 2 (pen) |        | Cádiz CF           | 1 - 2 | 0 - 1 / 3 - 5 |
|                        |        |             |        |                    |       |               |

#### Real Madrid CF - Athletic Club
| Ida | 13 de marzo de 1985 | Real Madrid CF | 1 – 0        | Athletic Club | Madrid |  |  |
| Ida | 21:00 CET | Pineda 28' | Reporte      | | Estadio: Santiago Bernabéu Asistencia: — Árbitro: Ramos Marcos |  |  |
| Ida | | |              | | |  |  |
| Ida | Miguel Ángel - Chendo ( 74' Santillana), Sanchís, Salguero, Camacho - Míchel ( ), Gallego, Ángel - Pineda, Butragueño, Valdano | Miguel Ángel - Chendo ( 74' Santillana), Sanchís, Salguero, Camacho - Míchel ( ), Gallego, Ángel - Pineda, Butragueño, Valdano | Alineaciones | Zubizarreta - Urquiaga ( ), Liceranzu, Goikoetxea ( ), De la Fuente ( 68' Núñez) - Patxi Salinas ( ), De Andrés ( ), Gallego, Urtubi - Sarabia, Julio Salinas ( 69' Endika) | Zubizarreta - Urquiaga ( ), Liceranzu, Goikoetxea ( ), De la Fuente ( 68' Núñez) - Patxi Salinas ( ), De Andrés ( ), Gallego, Urtubi - Sarabia, Julio Salinas ( 69' Endika) |  |  |

| Vuelta | 3 de abril de 1985 | Athletic Club | 2 – 0 (pro)  | Real Madrid CF | Bilbao |  |  |
| Vuelta | 20:15 CET | Goikoetxea 10' · Julio Salinas 94' | Reporte      | | Estadio: San Mamés Asistencia: — Árbitro: García de Loza                                                                                           |  |  |
| Vuelta | | |              | | |  |  |
| Vuelta | Zubizarreta - Urquiaga, Liceranzu, Goikoetxea ( ), De la Fuente - Gallego, Patxi Salinas (), Urtubi ( 45' Dani) - Julio Salinas, Sarabia, Argote ( 75' Noriega) | Zubizarreta - Urquiaga, Liceranzu, Goikoetxea ( ), De la Fuente - Gallego, Patxi Salinas (), Urtubi ( 45' Dani) - Julio Salinas, Sarabia, Argote ( 75' Noriega) | Alineaciones | Miguel Ángel - Isidro, Salguero ( ), Fraile, Camacho - Ángel, Míchel, Gallego - Pineda ( ) ( 65' Santillana), Butragueño, Valdano ( 65' Juanito () | Miguel Ángel - Isidro, Salguero ( ), Fraile, Camacho - Ángel, Míchel, Gallego - Pineda ( ) ( 65' Santillana), Butragueño, Valdano ( 65' Juanito () |  |  |

#### Real Sociedad - CE Sabadell FC
| Ida | 13 de marzo de 1985 | Real Sociedad | 1 – 0        | CE Sabadell FC | San Sebastián |  |  |
| Ida | 20:00 CET | Uralde 71' (pen.) | Reporte      | | Estadio: Atotxa Asistencia: 13.000 Árbitro: Benavente Garasa                                                                         |  |  |
| Ida | | |              | | |  |  |
| Ida | Arconada - Murillo, Gajate ( ), Sagarzazu, Zubillaga ( 45' Satrústegui) - Larrañaga, Zamora, 'Txiki' Begiristain - Bakero, Uralde, López Ufarte | Arconada - Murillo, Gajate ( ), Sagarzazu, Zubillaga ( 45' Satrústegui) - Larrañaga, Zamora, 'Txiki' Begiristain - Bakero, Uralde, López Ufarte | Alineaciones | Capó - Saura, Brasi, Tanco, Diosdado ( ) - Guitart ( 54' Romera), Zunzunegui ( ), Golobart, Estella - Manolo, Alcelay ( 13' Marañón) | Capó - Saura, Brasi, Tanco, Diosdado ( ) - Guitart ( 54' Romera), Zunzunegui ( ), Golobart, Estella - Manolo, Alcelay ( 13' Marañón) |  |  |

| Vuelta | 3 de abril de 1985                                                                                              | CE Sabadell FC                                                                                                  | 0 – 0        | Real Sociedad | Sabadell |  |  |
| Vuelta | 20:45 CET | | Reporte      | | Estadio: Nova Creu Alta Asistencia: — Árbitro: Pes Pérez |  |  |
| Vuelta | | |              | | |  |  |
| Vuelta | Capó - Saura, Brasi ( 63' Omar), Zunzunegui ( ), Tanco - Estella ( ), Alcelay, Lino - Manolo, Golobart, Marañón | Capó - Saura, Brasi ( 63' Omar), Zunzunegui ( ), Tanco - Estella ( ), Alcelay, Lino - Manolo, Golobart, Marañón | Alineaciones | Arconada - Celayeta, Górriz, Gajate, Sagarzazu - Zamora ( ) ( 89' Olaizola), Larrañaga, 'Txiki' Begiristain ( 58' Uralde ( ) - López Ufarte, Bakero, Orbegozo | Arconada - Celayeta, Górriz, Gajate, Sagarzazu - Zamora ( ) ( 89' Olaizola), Larrañaga, 'Txiki' Begiristain ( 58' Uralde ( ) - López Ufarte, Bakero, Orbegozo |  |  |

#### Real Betis - RCD Mallorca
| Ida | 13 de marzo de 1985 | Real Betis | 4 – 0        | RCD Mallorca | Sevilla |  |  |
| Ida | 21:00 CET | Calleja 7' · Cardeñosa 33' · Calderón 40' (pen.) · Poli Rincón 51'                                                                     | Reporte      | | Estadio: Benito Villamarín Asistencia: 17.000 Árbitro: Crespo Aurré                                                    |  |  |
| Ida | | |              | | |  |  |
| Ida | Esnaola - Diego ( ), Álex, Mantilla, Gordillo - Calleja ( ), Parra, Ortega - Cardeñosa ( 64' Romo), Poli Rincón, Calderón ( 86' Valdo) | Esnaola - Diego ( ), Álex, Mantilla, Gordillo - Calleja ( ), Parra, Ortega - Cardeñosa ( 64' Romo), Poli Rincón, Calderón ( 86' Valdo) | Alineaciones | Zubeldia - Chano ( ), Gallardo, Sabido ( ), Amer - Delgado, Orejuela, Dacosta - Riado, Verón, Barrera ( 68' Armstrong) | Zubeldia - Chano ( ), Gallardo, Sabido ( ), Amer - Delgado, Orejuela, Dacosta - Riado, Verón, Barrera ( 68' Armstrong) |  |  |

| Vuelta | 3 de abril de 1985 | RCD Mallorca | 2 – 1        | Real Betis | Palma de Mallorca |  |  |
| Vuelta | 20:30 CET | Tolo Ferrer 55' · Bonet 78' (pen.) | Reporte      | Paco 32' | Estadio: Lluís Sitjar Asistencia: 3.000 Árbitro: Miguel Pérez                                                              |  |  |
| Vuelta | | |              | | |  |  |
| Vuelta | Zubeldia - Riado, Preciado ( 85' Juanito), Gallardo, Sabido - Bonet, Verón, Higuera ( ) - Armstrong, Delgado ( 45' Dacosta), Tolo Ferrer | Zubeldia - Riado, Preciado ( 85' Juanito), Gallardo, Sabido - Bonet, Verón, Higuera ( ) - Armstrong, Delgado ( 45' Dacosta), Tolo Ferrer | Alineaciones | Esnaola - Diego, Casado ( ), Mantilla ( ), Álex - Ortega, Romo, Parra - Paco, Suárez ( 68' Calleja), Calderón ( 60' Valdo) | Esnaola - Diego, Casado ( ), Mantilla ( ), Álex - Ortega, Romo, Parra - Paco, Suárez ( 68' Calleja), Calderón ( 60' Valdo) |  |  |

#### FC Barcelona - Hércules CF
| Ida | 13 de marzo de 1985 | FC Barcelona | 5 – 0        | Hércules CF | Barcelona |  |  |
| Ida | 21:15 CET | Schuster 24' · Gerardo 42' · Marcos Alonso 51' · Alexanko 61' 75' | Reporte      | | Estadio: Camp Nou Asistencia: — Árbitro: Martín Navarrete                                                                      |  |  |
| Ida | | |              | | |  |  |
| Ida | Urruti - Gerardo, Migueli, Alexanko, Julio Alberto ( ) ( 80' Tente Sánchez) - Schuster ( 80' Urbano), Calderé, Víctor - 'Lobo' Carrasco, Archibald, Marcos Alonso ( ) | Urruti - Gerardo, Migueli, Alexanko, Julio Alberto ( ) ( 80' Tente Sánchez) - Schuster ( 80' Urbano), Calderé, Víctor - 'Lobo' Carrasco, Archibald, Marcos Alonso ( ) | Alineaciones | Espinosa - Fabregat, Rastrojo, Cartagena ( ), Puncho, Latorre - Sanabria ( ), Bakero ( 69' Aspiazu), Reces ( ) - Kempes, Parra | Espinosa - Fabregat, Rastrojo, Cartagena ( ), Puncho, Latorre - Sanabria ( ), Bakero ( 69' Aspiazu), Reces ( ) - Kempes, Parra |  |  |

| Vuelta | 3 de abril de 1985 | Hércules CF | 1 – 0        | FC Barcelona | Alicante |  |  |
| Vuelta | 21:00 CET | Sanabria 49' (pen.) | Reporte      | | Estadio: José Rico Pérez Asistencia: — Árbitro: Pérez Sánchez |  |  |
| Vuelta | | |              | | |  |  |
| Vuelta | Espinosa - Latorre, Mañuz, Cartagena, Rocamora ( 65' Bakero, Rastrojo - Parra, Luis ( 13' ) - Kempes ( 65' Abel), Reces, Sanabria | Espinosa - Latorre, Mañuz, Cartagena, Rocamora ( 65' Bakero, Rastrojo - Parra, Luis ( 13' ) - Kempes ( 65' Abel), Reces, Sanabria | Alineaciones | Urruti - Gerardo ( 45' Manolo), Moratalla, Alexanko, Julio Alberto ( 44' ) - Tente Sánchez, Schuster ( 49' ), Calderé ( 63' ) - Rojo ( 45' Pichi Alonso), Archibald, 'Lobo' Carrasco | Urruti - Gerardo ( 45' Manolo), Moratalla, Alexanko, Julio Alberto ( 44' ) - Tente Sánchez, Schuster ( 49' ), Calderé ( 63' ) - Rojo ( 45' Pichi Alonso), Archibald, 'Lobo' Carrasco |  |  |

#### Sporting de Gijón - Valencia CF
| Ida | 13 de marzo de 1985 | Sporting de Gijón | 0 – 0        | Valencia CF | Gijón |  |  |
| Ida | 20:30 CET | | Reporte      | | Estadio: El Molinón Asistencia: 20.000 Árbitro: Pes Pérez                                                                                       |  |  |
| Ida | | |              | | |  |  |
| Ida | Ablanedo - Espinosa, Maceda, Jiménez ( ), Cundi - Joaquín, Mesa ( 87' Tocornal), Esteban, Eloy - Quini, Zurdi ( 46' Ferrero) | Ablanedo - Espinosa, Maceda, Jiménez ( ), Cundi - Joaquín, Mesa ( 87' Tocornal), Esteban, Eloy - Quini, Zurdi ( 46' Ferrero) | Alineaciones | Bermell - Quique, Granero, Giner, Serrat - Castellanos, Saura ( ), Subirats, Fernando ( 62' Arroyo) - Roberto, Jon García ( 68' García Pitarch) | Bermell - Quique, Granero, Giner, Serrat - Castellanos, Saura ( ), Subirats, Fernando ( 62' Arroyo) - Roberto, Jon García ( 68' García Pitarch) |  |  |

| Vuelta | 3 de abril de 1985 | Valencia CF | 1 – 1 (pen)    | Sporting de Gijón | Valencia |  |  |
| Vuelta | 21:00 CET | Urruti 97' | Reporte        | Quini 118' | Estadio: Luís Casanova Asistencia: — Árbitro: Guruceta Muro                                                                   |  |  |
| Vuelta | · Ribes · Urruti · Sixto | · Ribes · Urruti · Sixto | Penaltis 1 - 4 | Eloy Jiménez Zurdi Quini | Eloy Jiménez Zurdi Quini |  |  |
| Vuelta | | |                | | |  |  |
| Vuelta | Bermell - Quique, Serrat, Castellanos, Giner - Ribes, Saura ( 81' Arroyo), Fernando, Sixto - Roberto, García Pitarch ( 90' Urruti) | Bermell - Quique, Serrat, Castellanos, Giner - Ribes, Saura ( 81' Arroyo), Fernando, Sixto - Roberto, García Pitarch ( 90' Urruti) | Alineaciones   | Ablanedo - Mino, Cundi, Maceda, Jiménez - Espinosa ( ), Tocornal ( ) ( 65' Quini), Joaquín, Eloy - Esteban ( 98' Tino), Quini | Ablanedo - Mino, Cundi, Maceda, Jiménez - Espinosa ( ), Tocornal ( ) ( 65' Quini), Joaquín, Eloy - Esteban ( 98' Tino), Quini |  |  |

#### Deportivo de La Coruña - Atlético de Madrid
| Ida | 13 de marzo de 1985 | Deportivo de La Coruña | 1 – 1        | Atlético de Madrid | La Coruña |  |  |
| Ida | 20:30 CET | Brizzola 28' | Reporte      | Cabrera 16' | Estadio: Riazor Asistencia: 16.000 Árbitro: Valdés Sánchez                                                                               |  |  |
| Ida | | |              | | |  |  |
| Ida | Montes - Mauri ( ), Cano, Carlos, Joaquín ( ) ( 74' Ballesta) - Moreno, Vicente, Brizzola - Traba ( 60' Navarro), José Luis, García | Montes - Mauri ( ), Cano, Carlos, Joaquín ( ) ( 74' Ballesta) - Moreno, Vicente, Brizzola - Traba ( 60' Navarro), José Luis, García | Alineaciones | Pereira - Votava, Arteche, Balbino, Tomás - Julio Prieto ( ), Quique Ramos ( ), Landáburu - Marina ( 45' Mínguez), Cabrera, Hugo Sánchez | Pereira - Votava, Arteche, Balbino, Tomás - Julio Prieto ( ), Quique Ramos ( ), Landáburu - Marina ( 45' Mínguez), Cabrera, Hugo Sánchez |  |  |

| Vuelta | 3 de abril de 1985 | Atlético de Madrid | 5 – 2        | Deportivo de La Coruña | Madrid |  |  |
| Vuelta | 20:30 CET | Cabrera 5' 6' · Julio Prieto 41' · Hugo Sánchez 59' (pen.) 85'                                                                                 | Reporte      | José Luis 15' · Traba 68'                                                                                                  | Estadio: Vicente Calderón Asistencia: 10.000 Árbitro: Damín Rendón                                                         |  |  |
| Vuelta | | |              | | |  |  |
| Vuelta | Pereira - Votava, Balbino ( 45' Ruiz), Arteche, Tomás ( ) - Julio Prieto, Landáburu, Quique Ramos ( 76' Marina) - Cabrera, Hugo Sánchez, Rubio | Pereira - Votava, Balbino ( 45' Ruiz), Arteche, Tomás ( ) - Julio Prieto, Landáburu, Quique Ramos ( 76' Marina) - Cabrera, Hugo Sánchez, Rubio | Alineaciones | Montes - Silvi ( 35' Ballesta), Joaquín, Carreras, Álex - Cano, Moreno, José Luis ( 66' García) - Brizzola, Alfonso, Traba | Montes - Silvi ( 35' Ballesta), Joaquín, Carreras, Álex - Cano, Moreno, José Luis ( 66' García) - Brizzola, Alfonso, Traba |  |  |

#### CD Castellón - CD Tenerife
| Ida | 13 de marzo de 1985 | CD Castellón | 2 – 0        | CD Tenerife | Castellón de La Plana |  |  |
| Ida | 20:30 CET | Alcañiz 66' 69' | Reporte      | | Estadio: Castalia Asistencia: — Árbitro: Albert Giménez                                                                                        |  |  |
| Ida | | |              | | |  |  |
| Ida | Basauri - Verdú, Javi, Botubot, Carrillo - Botella, Viña ( 68' Alcañiz), Ibeas ( ) - Lafita ( 45' Alfredo), García Hernández, Mestre | Basauri - Verdú, Javi, Botubot, Carrillo - Botella, Viña ( 68' Alcañiz), Ibeas ( ) - Lafita ( 45' Alfredo), García Hernández, Mestre | Alineaciones | Milenkovic - José Ramón ( ), Manolo, Quique Medina ( ), Paco - Voro ( ), José Antonio, Toño, Rubén Cano - Mini ( 85' Quiqo), Chalo ( 68' Milo) | Milenkovic - José Ramón ( ), Manolo, Quique Medina ( ), Paco - Voro ( ), José Antonio, Toño, Rubén Cano - Mini ( 85' Quiqo), Chalo ( 68' Milo) |  |  |

| Vuelta | 3 de abril de 1985 | CD Tenerife | 2 – 2        | CD Castellón | Santa Cruz de Tenerife |  |  |
| Vuelta | 20:30 CET | Lasaosa 6' 45' (pen.) | Reporte      | Ibeas 49' 64' (pen.) | Estadio: Heliodoro Rodríguez López Asistencia: — Árbitro: Pino Casado                                                                       |  |  |
| Vuelta | | |              | | |  |  |
| Vuelta | Aguirreoa - José Ramón, Manolo ( 36' David), Ordoki, Paco ( ) - Voro, Toño ( 59' Chalo), José Antonio - Lasaosa, Milo, Quiqo | Aguirreoa - José Ramón, Manolo ( 36' David), Ordoki, Paco ( ) - Voro, Toño ( 59' Chalo), José Antonio - Lasaosa, Milo, Quiqo | Alineaciones | González - Verdú ( ), Alfredo, Javi, Botubot () - Botella, Ibeas, Casuco - Viña ( 80' García Hernández), Mestre ( ), Fontana ( 86' Alcañiz) | González - Verdú ( ), Alfredo, Javi, Botubot () - Botella, Ibeas, Casuco - Viña ( 80' García Hernández), Mestre ( ), Fontana ( 86' Alcañiz) |  |  |

#### Real Zaragoza - Cádiz CF
| Ida | 13 de marzo de 1985 | Real Zaragoza | 1 – 2        | Cádiz CF | Zaragoza |  |  |
| Ida | 20:45 CET | Corchado 76' | Reporte      | Amarillo 63' 74' | Estadio: La Romareda Asistencia: 4.500 Árbitro: Crespo Aurré                                                                                        |  |  |
| Ida | | |              | | |  |  |
| Ida | Vitaller - Casuco, Casajús, Señor, García Cortés - Güerri ( 58'), Barbas, Conde, Cholo ( 55' Totó) - Amarilla ( 68' Ayneto), Corchado | Vitaller - Casuco, Casajús, Señor, García Cortés - Güerri ( 58'), Barbas, Conde, Cholo ( 55' Totó) - Amarilla ( 68' Ayneto), Corchado | Alineaciones | Paco - Manolito, Padilla ( ), Vojinovic ( ), Generelo - Arreitu, Vilches ( ) ( 45' Dieguito), Benito - Mejías II, Mejías I, Francis ( 45' Amarillo) | Paco - Manolito, Padilla ( ), Vojinovic ( ), Generelo - Arreitu, Vilches ( ) ( 45' Dieguito), Benito - Mejías II, Mejías I, Francis ( 45' Amarillo) |  |  |

| Vuelta | 3 de abril de 1985 | Cádiz CF | 0 – 1 (pen)    | Real Zaragoza | Cádiz |  |  |
| Vuelta | 21:00 CET | | Reporte        | Cholo 82' | Estadio: Ramón de Carranza Asistencia: — Árbitro: Lamo Castillo                                                                              |  |  |
| Vuelta | · Mejías I · Generelo · Vojinovic · Amarillo                                                                                                 | · Mejías I · Generelo · Vojinovic · Amarillo                                                                                                 | Penaltis 3 - 5 | García Cortés Corchado Señor Barbas Quini Cholo                                                                                              | García Cortés Corchado Señor Barbas Quini Cholo                                                                                              |  |  |
| Vuelta | | |                | | |  |  |
| Vuelta | Paco ( ) - Manolito, Generelo, Padilla Vojinovic ( ) - Benito - Mejías II ( ), Vilches ( 70') - Mejías I, Dieguito ( ), López ( 5' Amarillo) | Paco ( ) - Manolito, Generelo, Padilla Vojinovic ( ) - Benito - Mejías II ( ), Vilches ( 70') - Mejías I, Dieguito ( ), López ( 5' Amarillo) | Alineaciones   | Cedrún - Casuco ( ), García Cortés - Güerri ( 60' Corchado), Canito - Señor, Cholo ( ), Barbas - Amarilla ( 105' Ayneto), Herrera, Conde ( ) | Cedrún - Casuco ( ), García Cortés - Güerri ( 60' Corchado), Canito - Señor, Cholo ( ), Barbas - Amarilla ( 105' Ayneto), Herrera, Conde ( ) |  |  |

### Cuartos de final
Los Cuartos de Final de la Copa del Rey se disputaron los días 17 de abril (Ida) y 15/16 de mayo de 1985 (Vuelta):
- El sorteo se llevó a cabo el 4 de abril de 1985 en la sede de la Real Federación Española de Fútbol.[9]

- La disputaron los 8 equipos que vencieron la anterior ronda, siendo todos ellos de Primera, salvo el CD Castellón.
- Al igual que en el resto de las rondas, la eliminatoria se disputó a doble partido, pasando a la siguiente fase el equipo con mayor resultado global.

| Local Ida         | Global | Global | Global | Local Vuelta       | Ida   | Vuelta |
| ----------------- | ------ | ------ | ------ | ------------------ | ----- | ------ |
|                   |        |        |        |                    |       |        |
| Athletic Club     |        | 3 – 2  |        | Real Sociedad      | 2 - 0 | 2 - 1  |
|                   |        |        |        |                    |       |        |
| Real Betis        |        | 4 – 3  |        | FC Barcelona       | 3 - 1 | 2 - 1  |
|                   |        |        |        |                    |       |        |
| Sporting de Gijón |        | 1 – 2  |        | Atlético de Madrid | 1 - 2 | 0 - 0  |
|                   |        |        |        |                    |       |        |
| CD Castellón      |        | 0 – 6  |        | Real Zaragoza      | 0 - 1 | 5 - 0  |
|                   |        |        |        |                    |       |        |

#### Athletic Club - Real Sociedad
| Ida | 17 de abril de 1985 | Athletic Club | 2 – 0        | Real Sociedad | Bilbao |  |  |
| Ida | 21:00 CET | Dani 25' · Julio Salinas 54' | Reporte      | | Estadio: San Mamés Asistencia: 45.000 Árbitro: Sánchez Arminio                                                                                          |  |  |
| Ida | | |              | | |  |  |
| Ida | Zubizarreta - Urquiaga, Núñez ( 55' Sarabia), Goikoetxea, De la Fuente - Gallego ( 70' Sola), De Andrés, Urtubi - Julio Salinas, Argote | Zubizarreta - Urquiaga, Núñez ( 55' Sarabia), Goikoetxea, De la Fuente - Gallego ( 70' Sola), De Andrés, Urtubi - Julio Salinas, Argote | Alineaciones | Arconada - Celayeta, Górriz, Gajate, Sagarzazu - Larrañaga, Orbegozo ( 81' Diego), Zamora ( 67' Uralde) - López Ufarte ( ), Bakero, 'Txiki' Begiristain | Arconada - Celayeta, Górriz, Gajate, Sagarzazu - Larrañaga, Orbegozo ( 81' Diego), Zamora ( 67' Uralde) - López Ufarte ( ), Bakero, 'Txiki' Begiristain |  |  |

| Vuelta | 16 de mayo de 1985 | Real Sociedad | 2 – 1        | Athletic Club | San Sebastián |  |  |
| Vuelta | 20:00 CET | Uralde 88' · Zamora 89' | Reporte      | Gallego 22' | Estadio: Atotxa Asistencia: — Árbitro: Sánchez Arminio                                                                                              |  |  |
| Vuelta | | |              | | |  |  |
| Vuelta | Arconada - Celayeta, Gajate, Sagarzazu - Zamora ( ), Larrañaga, 'Txiki' Begiristain, Orbegozo - Bakero, Uralde, López Ufarte | Arconada - Celayeta, Gajate, Sagarzazu - Zamora ( ), Larrañaga, 'Txiki' Begiristain, Orbegozo - Bakero, Uralde, López Ufarte | Alineaciones | Zubizarreta - Urquiaga, Liceranzu, Goikoetxea, De la Fuente - De Andrés, Julio Salinas, Urtubi - Dani ( 76' Argote), Endika ( 62' Sarabia), Gallego | Zubizarreta - Urquiaga, Liceranzu, Goikoetxea, De la Fuente - De Andrés, Julio Salinas, Urtubi - Dani ( 76' Argote), Endika ( 62' Sarabia), Gallego |  |  |

#### Real Betis - FC Barcelona
| Ida | 17 de abril de 1985                                                                                                   | Real Betis | 3 – 1        | FC Barcelona | Sevilla |  |  |
| Ida | 21:00 CET | Poli Rincón 27' 67' · Gordillo 72'                                                                                    | Reporte      | Calderé 76' | Estadio: Benito Villamarín Asistencia: 40.000 Árbitro: Soriano Aladrén                                                                                  |  |  |
| Ida | | |              | | |  |  |
| Ida | Esnaola - Calleja, Álex, Mantilla, Diego - Ortega, Parra ( 80' Valdo), Suárez - Gordillo, Poli Rincón ( 90' Calderón) | Esnaola - Calleja, Álex, Mantilla, Diego - Ortega, Parra ( 80' Valdo), Suárez - Gordillo, Poli Rincón ( 90' Calderón) | Alineaciones | Urruti - Gerardo, Migueli, Alexanko, Manolo - Víctor, Schuster, Periko Alonso ( 65' Tente Sánchez), Calderé - 'Lobo' Carrasco, Pichi Alonso ( 65' Clos) | Urruti - Gerardo, Migueli, Alexanko, Manolo - Víctor, Schuster, Periko Alonso ( 65' Tente Sánchez), Calderé - 'Lobo' Carrasco, Pichi Alonso ( 65' Clos) |  |  |

| Vuelta | 15 de mayo de 1985 | FC Barcelona | 2 – 1        | Real Betis | Barcelona |  |  |
| Vuelta | 21:15 CET | Marcos Alonso 61' · Archibald 83' | Reporte      | Gordillo 45' | Estadio: Camp Nou Asistencia: 90.000 Árbitro: Urízar Azpitarte                                                            |  |  |
| Vuelta | | |              | | |  |  |
| Vuelta | Urruti - Gerardo, Migueli, Alexanko, Julio Alberto - Víctor ( ), Tente Sánchez, Calderé ( ) - 'Lobo' Carrasco ( ), Archibald ( ), Marcos Alonso | Urruti - Gerardo, Migueli, Alexanko, Julio Alberto - Víctor ( ), Tente Sánchez, Calderé ( ) - 'Lobo' Carrasco ( ), Archibald ( ), Marcos Alonso | Alineaciones | Esnaola - Diego ( ), Álex, Mantilla, Gordillo ( 83' Suárez) - Casado, Ortega ( ), Parra, Calleja ( ) - Paco ( ), Calderón | Esnaola - Diego ( ), Álex, Mantilla, Gordillo ( 83' Suárez) - Casado, Ortega ( ), Parra, Calleja ( ) - Paco ( ), Calderón |  |  |

#### Sporting de Gijón - Atlético de Madrid
| Ida | 17 de abril de 1985 | Sporting de Gijón | 1 – 2        | Atlético de Madrid | Gijón |  |  |
| Ida | 20:30 CET | Zurdi 58' | Reporte      | Marina 2' 69' | Estadio: El Molinón Asistencia: — Árbitro: Merino González                                                                |  |  |
| Ida | | |              | | |  |  |
| Ida | Ablanedo - Espinosa ( ), Mino, Cundi, Maceda - Joaquín, Jiménez, Tino ( 71' Esteban) - Eloy, Quini, Zurdi ( ) ( 73' Joaquín Villa) | Ablanedo - Espinosa ( ), Mino, Cundi, Maceda - Joaquín, Jiménez, Tino ( 71' Esteban) - Eloy, Quini, Zurdi ( ) ( 73' Joaquín Villa) | Alineaciones | Pereira - Votava, Tomás, Arteche ( ), Balbino ( ) - Julio Prieto, Cabrera, Quique Ramos, Landáburu - Hugo Sánchez, Marina | Pereira - Votava, Tomás, Arteche ( ), Balbino ( ) - Julio Prieto, Cabrera, Quique Ramos, Landáburu - Hugo Sánchez, Marina |  |  |

| Vuelta | 15 de mayo de 1985 | Atlético de Madrid | 0 – 0        | Sporting de Gijón                                                                                                 | Madrid |  |  |
| Vuelta | 17:30 CET | | Reporte      | | Estadio: Vicente Calderón Asistencia: 20.000 Árbitro: Marín López                                                 |  |  |
| Vuelta | | |              | | |  |  |
| Vuelta | Mejías - Votava, Balbino ( ), Arteche, Tomás - Julio Prieto, Landáburu, Marina, Quique Ramos ( 45' Rubio) - Hugo Sánchez, Cabrera | Mejías - Votava, Balbino ( ), Arteche, Tomás - Julio Prieto, Landáburu, Marina, Quique Ramos ( 45' Rubio) - Hugo Sánchez, Cabrera | Alineaciones | Ablanedo - Mino, Espinosa, Maceda, Cundi - Joaquín, Tino ( 54' Mesa), Jiménez, Esteban - Eloy, Quini ( 40' Zurdi) | Ablanedo - Mino, Espinosa, Maceda, Cundi - Joaquín, Tino ( 54' Mesa), Jiménez, Esteban - Eloy, Quini ( 40' Zurdi) |  |  |

#### CD Castellón - Real Zaragoza
| Ida | 17 de abril de 1985                                                                                                 | CD Castellón | 0 – 1        | Real Zaragoza | Castellón de La Plana |  |  |
| Ida | 21:00 CET | | Reporte      | Amarilla 65' | Estadio: Castalia Asistencia: — Árbitro: Socorro González                                                                                  |  |  |
| Ida | | |              | | |  |  |
| Ida | González - Alfredo, Carrillo, Javi, Botubot - Botella, Viña, Ibeas, Mestre - Casuco ( ) ( 45' Alcañiz), Fontana ( ) | González - Alfredo, Carrillo, Javi, Botubot - Botella, Viña, Ibeas, Mestre - Casuco ( ) ( 45' Alcañiz), Fontana ( ) | Alineaciones | Cedrún - Casuco, García Cortés, Juan Carlos, Canito - Güerri ( ) ( 45' Šurjak ( 55' Corchado ( ), Cholo, Barbas - Amarilla, Herrera, Conde | Cedrún - Casuco, García Cortés, Juan Carlos, Canito - Güerri ( ) ( 45' Šurjak ( 55' Corchado ( ), Cholo, Barbas - Amarilla, Herrera, Conde |  |  |

| Vuelta | 16 de mayo de 1985 | Real Zaragoza | 5 – 0        | CD Castellón | Zaragoza |  |  |
| Vuelta | 20:30 CET | Cholo 9' 39' 77' 86' · García Cortés 69' (pen.)                                                                                        | Reporte      | | Estadio: La Romareda Asistencia: 2.800 Árbitro: Guruceta Muro                                                                         |  |  |
| Vuelta | | |              | | |  |  |
| Vuelta | Cedrún - Casuco, Juan Carlos, Zayas, García Cortés - Güerri, Barbas ( 70' Corchado), Conde - Cholo, Amarilla, Villarroya ( 45' Ayneto) | Cedrún - Casuco, Juan Carlos, Zayas, García Cortés - Güerri, Barbas ( 70' Corchado), Conde - Cholo, Amarilla, Villarroya ( 45' Ayneto) | Alineaciones | González - Alfredo, Javi, Botubot, Carrillo - Botella, Ibeas, Portugal ( 45' Viña), García Hernández - Mestre ( 60' Alcañiz), Fontana | González - Alfredo, Javi, Botubot, Carrillo - Botella, Ibeas, Portugal ( 45' Viña), García Hernández - Mestre ( 60' Alcañiz), Fontana |  |  |

### Semifinales
Las Semifinales de la Copa del Rey se disputaron los días 19 y 23 de junio de 1985 (Ida y vuelta):
- El sorteo se llevó a cabo el 20 de mayo de 1985 en la sede de la Real Federación Española de Fútbol.[10]

- La disputaron los 4 equipos que vencieron la anterior ronda, siendo todos ellos de Primera.
- Al igual que en el resto de las rondas, la eliminatoria se disputó a doble partido, pasando a la final el equipo con mayor resultado global.

| Local Ida          | Global | Global | Global | Local Vuelta  | Ida   | Vuelta |
| ------------------ | ------ | ------ | ------ | ------------- | ----- | ------ |
|                    |        |        |        |               |       |        |
| Athletic Club      |        | 2 – 1  |        | Real Betis    | 2 - 0 | 1 - 0  |
|                    |        |        |        |               |       |        |
| Atlético de Madrid |        | 4 – 3  |        | Real Zaragoza | 3 - 0 | 3 - 1  |
|                    |        |        |        |               |       |        |

#### Athletic Club - Real Betis
| Ida | 19 de junio de 1985 | Athletic Club | 2 – 0        | Real Betis                                                                                         | Bilbao                                                                                             |  |  |
| Ida | 20:15 CET | De Andrés 35' · Goikoetxea 44' | Reporte      | | Estadio: San Mamés Asistencia: 35.000 Árbitro: Sánchez Molina                                      |  |  |
| Ida | | |              | | |  |  |
| Ida | Zubizarreta - Urquiaga, Liceranzu ( ), Goikoetxea ( ), De la Fuente - De Andrés, Gallego ( 67' Patxi Salinas), Urtubi - Dani ( 55' Sarabia), Julio Salinas, Argote | Zubizarreta - Urquiaga, Liceranzu ( ), Goikoetxea ( ), De la Fuente - De Andrés, Gallego ( 67' Patxi Salinas), Urtubi - Dani ( 55' Sarabia), Julio Salinas, Argote | Alineaciones | Esnaola - Casado, Mantilla ( ), Álex, Casado - Ortega, Parra, Suárez - Poli Rincón, Paco, Calderón | Esnaola - Casado, Mantilla ( ), Álex, Casado - Ortega, Parra, Suárez - Poli Rincón, Paco, Calderón |  |  |

| Vuelta | 23 de junio de 1985 | Real Betis | 1 – 0        | Athletic Club | Sevilla |  |  |
| Vuelta | 20:00 CET | Parra 49' | Reporte      | | Estadio: Benito Villamarín Asistencia: 35.000 Árbitro: Merino González                                                                                       |  |  |
| Vuelta | | |              | | |  |  |
| Vuelta | Esnaola ( ) - Calleja, Quico ( 73' Romo), Álex, Diego - Parra, Ortega, Suárez - Poli Rincón, Paco ( 45' Valdo), Calderón | Esnaola ( ) - Calleja, Quico ( 73' Romo), Álex, Diego - Parra, Ortega, Suárez - Poli Rincón, Paco ( 45' Valdo), Calderón | Alineaciones | Zubizarreta - Urquiaga, Liceranzu, Núñez, De la Fuente - De Andrés, Patxi Salinas, Gallego, Urtubi - Julio Salinas ( ) ( 73' Dani), Endika ( 54' Sarabia ( ) | Zubizarreta - Urquiaga, Liceranzu, Núñez, De la Fuente - De Andrés, Patxi Salinas, Gallego, Urtubi - Julio Salinas ( ) ( 73' Dani), Endika ( 54' Sarabia ( ) |  |  |

#### Atlético de Madrid - Real Zaragoza
| Ida | 19 de junio de 1985 | Atlético de Madrid | 3 – 0        | Real Zaragoza | Madrid |  |  |
| Ida | 21:00 CET | Quique Ramos 25' · Cabrera 34' · Mínguez 87'                                                                                                  | Reporte      | | Estadio: Vicente Calderón Asistencia: 20.000 Árbitro: Miguel Pérez                                                                             |  |  |
| Ida | | |              | | |  |  |
| Ida | Mejías - Votava, Ruiz ( ), Arteche, Tomás - Marina ( 59' Julio Prieto), Landáburu, Quique Ramos - Cabrera ( 53' Mínguez), Hugo Sánchez, Rubio | Mejías - Votava, Ruiz ( ), Arteche, Tomás - Marina ( 59' Julio Prieto), Landáburu, Quique Ramos - Cabrera ( 53' Mínguez), Hugo Sánchez, Rubio | Alineaciones | Cedrún ( ) - García Cortés, Canito ( ), Casajús ( 54' Šurjak), Casuco - Güerri ( 65' Juan Carlos), Herrera, Señor, Conde ( ) - Cholo, Amarilla | Cedrún ( ) - García Cortés, Canito ( ), Casajús ( 54' Šurjak), Casuco - Güerri ( 65' Juan Carlos), Herrera, Señor, Conde ( ) - Cholo, Amarilla |  |  |

| Vuelta | 23 de junio de 1985 | Real Zaragoza | 3 – 1        | Atlético de Madrid | Zaragoza |  |  |
| Vuelta | 20:00 CET | Conde 7' · Casajús 82' · Ayneto 85' | Reporte      | Hugo Sánchez 67' | Estadio: La Romareda Asistencia: 5.000 Árbitro: García de Loza                                                                                               |  |  |
| Vuelta | | |              | | |  |  |
| Vuelta | Cedrún - Casuco ( 17'), Canito ( 44' Casajús), Juan Carlos, García Cortés - Güerri, Señor, Conde ( ) - Cholo ( ) ( 77' Ayneto), Amarilla, Corchado | Cedrún - Casuco ( 17'), Canito ( 44' Casajús), Juan Carlos, García Cortés - Güerri, Señor, Conde ( ) - Cholo ( ) ( 77' Ayneto), Amarilla, Corchado | Alineaciones | Mejías ( ) - Votava, Arteche, Ruiz ( ), Tomás ( ) - Julio Prieto ( 80' Clemente), Landáburu, Mínguez ( 56'), Quique Ramos - Hugo Sánchez, Rubio ( 63' Morán) | Mejías ( ) - Votava, Arteche, Ruiz ( ), Tomás ( ) - Julio Prieto ( 80' Clemente), Landáburu, Mínguez ( 56'), Quique Ramos - Hugo Sánchez, Rubio ( 63' Morán) |  |  |

### Final
|               |                    |
|               | 1 – 2              |
| Athletic Club | Atlético de Madrid |

| 30 de junio de 1985 21:00 CET | Athletic Club     | 1 – 2   | Atlético de Madrid   | Madrid Estadio: Santiago Bernabéu Asistencia: 85.000 Árbitro: Miguel Pérez |
| 30 de junio de 1985 21:00 CET | Julio Salinas 75' | Reporte | Hugo Sánchez 24' 54' | Madrid Estadio: Santiago Bernabéu Asistencia: 85.000 Árbitro: Miguel Pérez |

| | |              | | |  |  |
| Andoni Zubizarreta · Santiago Urquiaga · Andoni Goikoetxea · ( 88') - Iñigo Liceranzu · Luis De la Fuente · ( 33' ) - Miguel De Andrés · Txetxu Gallego · ( 42' ) - Ismael Urtubi · ( 55' Endika Guarrotxena) - () Dani · Julio Salinas · ( 55' Manu Sarabia) - Patxi Salinas · Entrenador: Javier Clemente | Andoni Zubizarreta · Santiago Urquiaga · Andoni Goikoetxea · ( 88') - Iñigo Liceranzu · Luis De la Fuente · ( 33' ) - Miguel De Andrés · Txetxu Gallego · ( 42' ) - Ismael Urtubi · ( 55' Endika Guarrotxena) - () Dani · Julio Salinas · ( 55' Manu Sarabia) - Patxi Salinas · Entrenador: Javier Clemente | Alineaciones | Ángel Jesús Mejías · Miroslav Votava · Juan Carlos Arteche · Miguel Ángel Ruiz () · Clemente Villaverde - ( 61' Balbino García) · Julio Prieto - ( 25' ) · Roberto Marina · Jesús Landáburu · Quique Ramos - ( 35' ) · Hugo Sánchez - ( 23' ) · Juan José Rubio - ( 53' ) ( 82' Ricardo Ortega Mínguez) · Entrenador: Luis Aragonés | Ángel Jesús Mejías · Miroslav Votava · Juan Carlos Arteche · Miguel Ángel Ruiz () · Clemente Villaverde - ( 61' Balbino García) · Julio Prieto - ( 25' ) · Roberto Marina · Jesús Landáburu · Quique Ramos - ( 35' ) · Hugo Sánchez - ( 23' ) · Juan José Rubio - ( 53' ) ( 82' Ricardo Ortega Mínguez) · Entrenador: Luis Aragonés |  |  |

|  |            |
|  | 6.o título |